# Llista d'asteroides (242001-243000)
Llista d'asteroides del 242.001 al 243.000, amb data de descoberta i descobridor. És un fragment de la llista d'asteroides completa. Als asteroides se'ls dona un número quan es confirma la seva òrbita, per tant apareixen llistats aproximadament segons la data de descobriment.

## 242001-242100
| Nom    | Designació provisional | Data de descobriment   | Lloc de descobriment | Descobridor/s            |
| ------ | ---------------------- | ---------------------- | -------------------- | ------------------------ |
| 242001 | 2002 OA15              | 18 de juliol de 2002   | Socorro              | LINEAR                   |
| 242002 | 2002 PX1               | 4 d'agost de 2002      | Reedy Creek          | J. Broughton             |
| 242003 | 2002 PZ19              | 6 d'agost de 2002      | Palomar              | NEAT                     |
| 242004 | 2002 PW37              | 5 d'agost de 2002      | Palomar              | NEAT                     |
| 242005 | 2002 PS70              | 11 d'agost de 2002     | Socorro              | LINEAR                   |
| 242006 | 2002 PM72              | 12 d'agost de 2002     | Socorro              | LINEAR                   |
| 242007 | 2002 PP73              | 12 d'agost de 2002     | Socorro              | LINEAR                   |
| 242008 | 2002 PY81              | 9 d'agost de 2002      | Socorro              | LINEAR                   |
| 242009 | 2002 PO87              | 13 d'agost de 2002     | Socorro              | LINEAR                   |
| 242010 | 2002 PN91              | 14 d'agost de 2002     | Socorro              | LINEAR                   |
| 242011 | 2002 PP93              | 14 d'agost de 2002     | Palomar              | NEAT                     |
| 242012 | 2002 PV110             | 13 d'agost de 2002     | Anderson Mesa        | LONEOS                   |
| 242013 | 2002 PJ116             | 14 d'agost de 2002     | Palomar              | NEAT                     |
| 242014 | 2002 PW139             | 13 d'agost de 2002     | Socorro              | LINEAR                   |
| 242015 | 2002 PJ160             | 8 d'agost de 2002      | Palomar              | S. F. Hoenig             |
| 242016 | 2002 PZ160             | 8 d'agost de 2002      | Palomar              | S. F. Hoenig             |
| 242017 | 2002 PF185             | 7 d'agost de 2002      | Palomar              | NEAT                     |
| 242018 | 2002 QK                | 16 d'agost de 2002     | Anderson Mesa        | LONEOS                   |
| 242019 | 2002 QD1               | 16 d'agost de 2002     | Palomar              | NEAT                     |
| 242020 | 2002 QW9               | 20 d'agost de 2002     | Palomar              | NEAT                     |
| 242021 | 2002 QD14              | 26 d'agost de 2002     | Palomar              | NEAT                     |
| 242022 | 2002 QH16              | 26 d'agost de 2002     | Palomar              | NEAT                     |
| 242023 | 2002 QH33              | 29 d'agost de 2002     | Palomar              | NEAT                     |
| 242024 | 2002 QB50              | 29 d'agost de 2002     | Palomar              | R. Matson                |
| 242025 | 2002 QP53              | 29 d'agost de 2002     | Palomar              | S. F. Hoenig             |
| 242026 | 2002 QG60              | 16 d'agost de 2002     | Palomar              | NEAT                     |
| 242027 | 2002 QX64              | 16 d'agost de 2002     | Haleakala            | NEAT                     |
| 242028 | 2002 QY68              | 17 d'agost de 2002     | Palomar              | NEAT                     |
| 242029 | 2002 QM75              | 30 d'agost de 2002     | Palomar              | NEAT                     |
| 242030 | 2002 QG81              | 16 d'agost de 2002     | Palomar              | NEAT                     |
| 242031 | 2002 QB94              | 18 d'agost de 2002     | Palomar              | NEAT                     |
| 242032 | 2002 QH120             | 30 d'agost de 2002     | Palomar              | NEAT                     |
| 242033 | 2002 QF123             | 27 d'agost de 2002     | Palomar              | NEAT                     |
| 242034 | 2002 QK124             | 16 d'agost de 2002     | Palomar              | NEAT                     |
| 242035 | 2002 QV135             | 30 d'agost de 2002     | Palomar              | NEAT                     |
| 242036 | 2002 RZ32              | 4 de setembre de 2002  | Anderson Mesa        | LONEOS                   |
| 242037 | 2002 RJ33              | 4 de setembre de 2002  | Anderson Mesa        | LONEOS                   |
| 242038 | 2002 RZ38              | 5 de setembre de 2002  | Anderson Mesa        | LONEOS                   |
| 242039 | 2002 RC61              | 5 de setembre de 2002  | Anderson Mesa        | LONEOS                   |
| 242040 | 2002 RF71              | 4 de setembre de 2002  | Palomar              | NEAT                     |
| 242041 | 2002 RH99              | 5 de setembre de 2002  | Socorro              | LINEAR                   |
| 242042 | 2002 RK114             | 5 de setembre de 2002  | Socorro              | LINEAR                   |
| 242043 | 2002 RA122             | 8 de setembre de 2002  | Haleakala            | NEAT                     |
| 242044 | 2002 RH132             | 11 de setembre de 2002 | Palomar              | NEAT                     |
| 242045 | 2002 RJ135             | 10 de setembre de 2002 | Haleakala            | NEAT                     |
| 242046 | 2002 RX139             | 10 de setembre de 2002 | Palomar              | NEAT                     |
| 242047 | 2002 RD140             | 10 de setembre de 2002 | Palomar              | NEAT                     |
| 242048 | 2002 RF143             | 11 de setembre de 2002 | Palomar              | NEAT                     |
| 242049 | 2002 RR144             | 11 de setembre de 2002 | Palomar              | NEAT                     |
| 242050 | 2002 RZ203             | 14 de setembre de 2002 | Palomar              | NEAT                     |
| 242051 | 2002 RF222             | 15 de setembre de 2002 | Haleakala            | NEAT                     |
| 242052 | 2002 RE229             | 14 de setembre de 2002 | Haleakala            | NEAT                     |
| 242053 | 2002 RV244             | 14 de setembre de 2002 | Palomar              | NEAT                     |
| 242054 | 2002 RJ248             | 14 de setembre de 2002 | Palomar              | NEAT                     |
| 242055 | 2002 RO255             | 3 de setembre de 2002  | Palomar              | NEAT                     |
| 242056 | 2002 RX260             | 10 de setembre de 2002 | Palomar              | NEAT                     |
| 242057 | 2002 SB3               | 27 de setembre de 2002 | Palomar              | NEAT                     |
| 242058 | 2002 SS19              | 27 de setembre de 2002 | Socorro              | LINEAR                   |
| 242059 | 2002 ST30              | 28 de setembre de 2002 | Haleakala            | NEAT                     |
| 242060 | 2002 SR31              | 28 de setembre de 2002 | Haleakala            | NEAT                     |
| 242061 | 2002 SO73              | 16 de setembre de 2002 | Palomar              | NEAT                     |
| 242062 | 2002 TE3               | 1 d'octubre de 2002    | Anderson Mesa        | LONEOS                   |
| 242063 | 2002 TN17              | 2 d'octubre de 2002    | Socorro              | LINEAR                   |
| 242064 | 2002 TF44              | 2 d'octubre de 2002    | Socorro              | LINEAR                   |
| 242065 | 2002 TQ50              | 2 d'octubre de 2002    | Socorro              | LINEAR                   |
| 242066 | 2002 TS55              | 2 d'octubre de 2002    | Haleakala            | NEAT                     |
| 242067 | 2002 TF70              | 2 d'octubre de 2002    | Campo Imperatore     | CINEOS                   |
| 242068 | 2002 TY78              | 1 d'octubre de 2002    | Socorro              | LINEAR                   |
| 242069 | 2002 TE91              | 3 d'octubre de 2002    | Palomar              | NEAT                     |
| 242070 | 2002 TP130             | 4 d'octubre de 2002    | Socorro              | LINEAR                   |
| 242071 | 2002 TR135             | 4 d'octubre de 2002    | Palomar              | NEAT                     |
| 242072 | 2002 TM136             | 4 d'octubre de 2002    | Anderson Mesa        | LONEOS                   |
| 242073 | 2002 TD164             | 5 d'octubre de 2002    | Palomar              | NEAT                     |
| 242074 | 2002 TN171             | 3 d'octubre de 2002    | Palomar              | NEAT                     |
| 242075 | 2002 TD176             | 4 d'octubre de 2002    | Anderson Mesa        | LONEOS                   |
| 242076 | 2002 TG179             | 13 d'octubre de 2002   | Palomar              | NEAT                     |
| 242077 | 2002 TE187             | 4 d'octubre de 2002    | Socorro              | LINEAR                   |
| 242078 | 2002 TH191             | 3 d'octubre de 2002    | Palomar              | NEAT                     |
| 242079 | 2002 TK191             | 5 d'octubre de 2002    | Anderson Mesa        | LONEOS                   |
| 242080 | 2002 TW192             | 3 d'octubre de 2002    | Kitt Peak            | Spacewatch               |
| 242081 | 2002 TG212             | 7 d'octubre de 2002    | Haleakala            | NEAT                     |
| 242082 | 2002 TV216             | 6 d'octubre de 2002    | Palomar              | NEAT                     |
| 242083 | 2002 TT221             | 7 d'octubre de 2002    | Socorro              | LINEAR                   |
| 242084 | 2002 TQ226             | 8 d'octubre de 2002    | Anderson Mesa        | LONEOS                   |
| 242085 | 2002 TT236             | 6 d'octubre de 2002    | Socorro              | LINEAR                   |
| 242086 | 2002 TY277             | 10 d'octubre de 2002   | Socorro              | LINEAR                   |
| 242087 | 2002 TQ279             | 10 d'octubre de 2002   | Socorro              | LINEAR                   |
| 242088 | 2002 TG290             | 10 d'octubre de 2002   | Socorro              | LINEAR                   |
| 242089 | 2002 TC293             | 10 d'octubre de 2002   | Socorro              | LINEAR                   |
| 242090 | 2002 TH295             | 13 d'octubre de 2002   | Palomar              | NEAT                     |
| 242091 | 2002 TW298             | 12 d'octubre de 2002   | Socorro              | LINEAR                   |
| 242092 | 2002 TK300             | 15 d'octubre de 2002   | Palomar              | NEAT                     |
| 242093 | 2002 TP356             | 10 d'octubre de 2002   | Apache Point         | Sloan Digital Sky Survey |
| 242094 | 2002 TW359             | 10 d'octubre de 2002   | Apache Point         | Sloan Digital Sky Survey |
| 242095 | 2002 TN376             | 4 d'octubre de 2002    | Apache Point         | Sloan Digital Sky Survey |
| 242096 | 2002 UB9               | 28 d'octubre de 2002   | Palomar              | NEAT                     |
| 242097 | 2002 US16              | 30 d'octubre de 2002   | Haleakala            | NEAT                     |
| 242098 | 2002 UE23              | 30 d'octubre de 2002   | Haleakala            | NEAT                     |
| 242099 | 2002 UZ26              | 31 d'octubre de 2002   | Anderson Mesa        | LONEOS                   |
| 242100 | 2002 UR34              | 31 d'octubre de 2002   | Anderson Mesa        | LONEOS                   |

## 242101-242200
| Nom    | Designació provisional | Data de descobriment   | Lloc de descobriment | Descobridor/s            |
| ------ | ---------------------- | ---------------------- | -------------------- | ------------------------ |
| 242101 | 2002 US35              | 31 d'octubre de 2002   | Palomar              | NEAT                     |
| 242102 | 2002 UZ40              | 31 d'octubre de 2002   | Palomar              | NEAT                     |
| 242103 | 2002 UL57              | 29 d'octubre de 2002   | Apache Point         | Sloan Digital Sky Survey |
| 242104 | 2002 VR12              | 4 de novembre de 2002  | Anderson Mesa        | LONEOS                   |
| 242105 | 2002 VN13              | 4 de novembre de 2002  | Kitt Peak            | Spacewatch               |
| 242106 | 2002 VJ29              | 5 de novembre de 2002  | Socorro              | LINEAR                   |
| 242107 | 2002 VJ39              | 5 de novembre de 2002  | Socorro              | LINEAR                   |
| 242108 | 2002 VO40              | 6 de novembre de 2002  | Socorro              | LINEAR                   |
| 242109 | 2002 VL69              | 8 de novembre de 2002  | Socorro              | LINEAR                   |
| 242110 | 2002 VW70              | 7 de novembre de 2002  | Socorro              | LINEAR                   |
| 242111 | 2002 VU75              | 7 de novembre de 2002  | Socorro              | LINEAR                   |
| 242112 | 2002 VO89              | 11 de novembre de 2002 | Socorro              | LINEAR                   |
| 242113 | 2002 VN95              | 11 de novembre de 2002 | Socorro              | LINEAR                   |
| 242114 | 2002 VO105             | 12 de novembre de 2002 | Socorro              | LINEAR                   |
| 242115 | 2002 VV112             | 13 de novembre de 2002 | Palomar              | NEAT                     |
| 242116 | 2002 VH129             | 6 de novembre de 2002  | Socorro              | LINEAR                   |
| 242117 | 2002 VW135             | 7 de novembre de 2002  | Kitt Peak            | M. W. Buie               |
| 242118 | 2002 VG140             | 13 de novembre de 2002 | Palomar              | NEAT                     |
| 242119 | 2002 VH143             | 5 de novembre de 2002  | Palomar              | NEAT                     |
| 242120 | 2002 VR144             | 4 de novembre de 2002  | Palomar              | NEAT                     |
| 242121 | 2002 WZ3               | 24 de novembre de 2002 | Palomar              | NEAT                     |
| 242122 | 2002 WR12              | 27 de novembre de 2002 | Anderson Mesa        | LONEOS                   |
| 242123 | 2002 WL17              | 30 de novembre de 2002 | Socorro              | LINEAR                   |
| 242124 | 2002 WD18              | 30 de novembre de 2002 | Socorro              | LINEAR                   |
| 242125 | 2002 WL18              | 30 de novembre de 2002 | Socorro              | LINEAR                   |
| 242126 | 2002 XX10              | 3 de desembre de 2002  | Palomar              | NEAT                     |
| 242127 | 2002 XK19              | 2 de desembre de 2002  | Socorro              | LINEAR                   |
| 242128 | 2002 XA42              | 6 de desembre de 2002  | Socorro              | LINEAR                   |
| 242129 | 2002 XN45              | 10 de desembre de 2002 | Socorro              | LINEAR                   |
| 242130 | 2002 XM49              | 10 de desembre de 2002 | Socorro              | LINEAR                   |
| 242131 | 2002 XM66              | 10 de desembre de 2002 | Socorro              | LINEAR                   |
| 242132 | 2002 XO71              | 10 de desembre de 2002 | Palomar              | NEAT                     |
| 242133 | 2002 YG8               | 31 de desembre de 2002 | Anderson Mesa        | LONEOS                   |
| 242134 | 2002 YA23              | 31 de desembre de 2002 | Socorro              | LINEAR                   |
| 242135 | 2003 AQ4               | 1 de gener de 2003     | Kingsnake            | J. V. McClusky           |
| 242136 | 2003 AX20              | 5 de gener de 2003     | Socorro              | LINEAR                   |
| 242137 | 2003 AO23              | 4 de gener de 2003     | Socorro              | LINEAR                   |
| 242138 | 2003 AU31              | 5 de gener de 2003     | Socorro              | LINEAR                   |
| 242139 | 2003 AW56              | 5 de gener de 2003     | Socorro              | LINEAR                   |
| 242140 | 2003 AP66              | 7 de gener de 2003     | Socorro              | LINEAR                   |
| 242141 | 2003 AY93              | 15 de gener de 2003    | Palomar              | NEAT                     |
| 242142 | 2003 AG94              | 7 de gener de 2003     | Socorro              | LINEAR                   |
| 242143 | 2003 BX                | 24 de gener de 2003    | Palomar              | NEAT                     |
| 242144 | 2003 BS26              | 26 de gener de 2003    | Anderson Mesa        | LONEOS                   |
| 242145 | 2003 BX59              | 27 de gener de 2003    | Haleakala            | NEAT                     |
| 242146 | 2003 BM83              | 31 de gener de 2003    | Socorro              | LINEAR                   |
| 242147 | 2003 BH84              | 25 de gener de 2003    | La Silla             | A. Boattini, H. Scholl   |
| 242148 | 2003 CR4               | 1 de febrer de 2003    | Anderson Mesa        | LONEOS                   |
| 242149 | 2003 CP5               | 1 de febrer de 2003    | Socorro              | LINEAR                   |
| 242150 | 2003 CW9               | 2 de febrer de 2003    | Socorro              | LINEAR                   |
| 242151 | 2003 CF15              | 4 de febrer de 2003    | Socorro              | LINEAR                   |
| 242152 | 2003 DR1               | 21 de febrer de 2003   | Palomar              | NEAT                     |
| 242153 | 2003 DH10              | 23 de febrer de 2003   | Crni Vrh             | H. Mikuz                 |
| 242154 | 2003 EA27              | 6 de març de 2003      | Anderson Mesa        | LONEOS                   |
| 242155 | 2003 EV38              | 8 de març de 2003      | Anderson Mesa        | LONEOS                   |
| 242156 | 2003 EA41              | 8 de març de 2003      | Palomar              | NEAT                     |
| 242157 | 2003 FV                | 20 de març de 2003     | Palomar              | NEAT                     |
| 242158 | 2003 FZ8               | 31 de març de 2003     | Palomar              | NEAT                     |
| 242159 | 2003 FK28              | 24 de març de 2003     | Haleakala            | NEAT                     |
| 242160 | 2003 FO36              | 23 de març de 2003     | Kitt Peak            | Spacewatch               |
| 242161 | 2003 FO42              | 23 de març de 2003     | Kitt Peak            | Spacewatch               |
| 242162 | 2003 FD88              | 28 de març de 2003     | Kitt Peak            | Spacewatch               |
| 242163 | 2003 FB94              | 29 de març de 2003     | Anderson Mesa        | LONEOS                   |
| 242164 | 2003 FF98              | 30 de març de 2003     | Kitt Peak            | Spacewatch               |
| 242165 | 2003 FJ102             | 31 de març de 2003     | Anderson Mesa        | LONEOS                   |
| 242166 | 2003 FJ103             | 24 de març de 2003     | Kitt Peak            | Spacewatch               |
| 242167 | 2003 FA107             | 29 de març de 2003     | Anderson Mesa        | LONEOS                   |
| 242168 | 2003 GY10              | 1 d'abril de 2003      | Socorro              | LINEAR                   |
| 242169 | 2003 GD17              | 5 d'abril de 2003      | Haleakala            | NEAT                     |
| 242170 | 2003 GD49              | 9 d'abril de 2003      | Kitt Peak            | Spacewatch               |
| 242171 | 2003 GG51              | 8 d'abril de 2003      | Haleakala            | NEAT                     |
| 242172 | 2003 GH53              | 12 d'abril de 2003     | Uccle                | T. Pauwels               |
| 242173 | 2003 GT55              | 7 d'abril de 2003      | Socorro              | LINEAR                   |
| 242174 | 2003 HK2               | 25 d'abril de 2003     | Socorro              | LINEAR                   |
| 242175 | 2003 HY14              | 26 d'abril de 2003     | Haleakala            | NEAT                     |
| 242176 | 2003 HX19              | 26 d'abril de 2003     | Haleakala            | NEAT                     |
| 242177 | 2003 HN24              | 25 d'abril de 2003     | Kitt Peak            | Spacewatch               |
| 242178 | 2003 HV31              | 28 d'abril de 2003     | Socorro              | LINEAR                   |
| 242179 | 2003 HB46              | 27 d'abril de 2003     | Anderson Mesa        | LONEOS                   |
| 242180 | 2003 HO46              | 28 d'abril de 2003     | Socorro              | LINEAR                   |
| 242181 | 2003 HS47              | 29 d'abril de 2003     | Kitt Peak            | Spacewatch               |
| 242182 | 2003 HQ52              | 29 d'abril de 2003     | Anderson Mesa        | LONEOS                   |
| 242183 | 2003 HJ54              | 24 d'abril de 2003     | Anderson Mesa        | LONEOS                   |
| 242184 | 2003 HY54              | 25 d'abril de 2003     | Campo Imperatore     | CINEOS                   |
| 242185 | 2003 JV1               | 1 de maig de 2003      | Kitt Peak            | Spacewatch               |
| 242186 | 2003 KO9               | 25 de maig de 2003     | Reedy Creek          | J. Broughton             |
| 242187 | 2003 KR18              | 30 de maig de 2003     | Socorro              | LINEAR                   |
| 242188 | 2003 MO2               | 25 de juny de 2003     | Palomar              | NEAT                     |
| 242189 | 2003 MM5               | 26 de juny de 2003     | Socorro              | LINEAR                   |
| 242190 | 2003 MB13              | 23 de juny de 2003     | Anderson Mesa        | LONEOS                   |
| 242191 | 2003 NZ6               | 9 de juliol de 2003    | Socorro              | LINEAR                   |
| 242192 | 2003 NU12              | 1 de juliol de 2003    | Socorro              | LINEAR                   |
| 242193 | 2003 OU1               | 21 de juliol de 2003   | Campo Imperatore     | CINEOS                   |
| 242194 | 2003 OS19              | 30 de juliol de 2003   | Campo Imperatore     | CINEOS                   |
| 242195 | 2003 PC6               | 1 d'agost de 2003      | Socorro              | LINEAR                   |
| 242196 | 2003 PT9               | 1 d'agost de 2003      | Socorro              | LINEAR                   |
| 242197 | 2003 PJ11              | 4 d'agost de 2003      | Needville            | J. Dellinger             |
| 242198 | 2003 QJ12              | 22 d'agost de 2003     | Haleakala            | NEAT                     |
| 242199 | 2003 QF16              | 20 d'agost de 2003     | Palomar              | NEAT                     |
| 242200 | 2003 QA19              | 22 d'agost de 2003     | Socorro              | LINEAR                   |

## 242201-242300
| Nom    | Designació provisional | Data de descobriment   | Lloc de descobriment | Descobridor/s            |
| ------ | ---------------------- | ---------------------- | -------------------- | ------------------------ |
| 242201 | 2003 QC19              | 22 d'agost de 2003     | Socorro              | LINEAR                   |
| 242202 | 2003 QE20              | 22 d'agost de 2003     | Palomar              | NEAT                     |
| 242203 | 2003 QA25              | 22 d'agost de 2003     | Palomar              | NEAT                     |
| 242204 | 2003 QC27              | 22 d'agost de 2003     | Campo Imperatore     | CINEOS                   |
| 242205 | 2003 QX31              | 21 d'agost de 2003     | Palomar              | NEAT                     |
| 242206 | 2003 QS36              | 22 d'agost de 2003     | Socorro              | LINEAR                   |
| 242207 | 2003 QS39              | 22 d'agost de 2003     | Socorro              | LINEAR                   |
| 242208 | 2003 QY65              | 25 d'agost de 2003     | Socorro              | LINEAR                   |
| 242209 | 2003 QH71              | 23 d'agost de 2003     | Palomar              | NEAT                     |
| 242210 | 2003 QT78              | 24 d'agost de 2003     | Socorro              | LINEAR                   |
| 242211 | 2003 QB90              | 26 d'agost de 2003     | Socorro              | LINEAR                   |
| 242212 | 2003 QZ105             | 30 d'agost de 2003     | Kitt Peak            | Spacewatch               |
| 242213 | 2003 QJ114             | 22 d'agost de 2003     | Haleakala            | NEAT                     |
| 242214 | 2003 RS4               | 3 de setembre de 2003  | Socorro              | LINEAR                   |
| 242215 | 2003 RA10              | 5 de setembre de 2003  | Essen                | T. Payer                 |
| 242216 | 2003 RN10              | 13 de setembre de 2003 | Anderson Mesa        | LONEOS                   |
| 242217 | 2003 RJ13              | 15 de setembre de 2003 | Palomar              | NEAT                     |
| 242218 | 2003 RS16              | 14 de setembre de 2003 | Haleakala            | NEAT                     |
| 242219 | 2003 RZ22              | 15 de setembre de 2003 | Palomar              | NEAT                     |
| 242220 | 2003 RM24              | 15 de setembre de 2003 | Anderson Mesa        | LONEOS                   |
| 242221 | 2003 SL3               | 16 de setembre de 2003 | Palomar              | NEAT                     |
| 242222 | 2003 SQ14              | 17 de setembre de 2003 | Kitt Peak            | Spacewatch               |
| 242223 | 2003 SR24              | 17 de setembre de 2003 | Socorro              | LINEAR                   |
| 242224 | 2003 SV45              | 16 de setembre de 2003 | Anderson Mesa        | LONEOS                   |
| 242225 | 2003 SE51              | 18 de setembre de 2003 | Palomar              | NEAT                     |
| 242226 | 2003 SY75              | 18 de setembre de 2003 | Kitt Peak            | Spacewatch               |
| 242227 | 2003 SC77              | 19 de setembre de 2003 | Kitt Peak            | Spacewatch               |
| 242228 | 2003 SN80              | 19 de setembre de 2003 | Haleakala            | NEAT                     |
| 242229 | 2003 SW87              | 17 de setembre de 2003 | Haleakala            | NEAT                     |
| 242230 | 2003 SZ96              | 19 de setembre de 2003 | Palomar              | NEAT                     |
| 242231 | 2003 SA103             | 20 de setembre de 2003 | Kitt Peak            | Spacewatch               |
| 242232 | 2003 SJ118             | 16 de setembre de 2003 | Palomar              | NEAT                     |
| 242233 | 2003 SV119             | 17 de setembre de 2003 | Kitt Peak            | Spacewatch               |
| 242234 | 2003 SL129             | 20 de setembre de 2003 | Crni Vrh             | Crni Vrh                 |
| 242235 | 2003 SM129             | 20 de setembre de 2003 | Klet                 | Klet                     |
| 242236 | 2003 SE140             | 19 de setembre de 2003 | Campo Imperatore     | CINEOS                   |
| 242237 | 2003 SW148             | 16 de setembre de 2003 | Kitt Peak            | Spacewatch               |
| 242238 | 2003 SW157             | 20 de setembre de 2003 | Socorro              | LINEAR                   |
| 242239 | 2003 SE165             | 20 de setembre de 2003 | Anderson Mesa        | LONEOS                   |
| 242240 | 2003 SA174             | 18 de setembre de 2003 | Socorro              | LINEAR                   |
| 242241 | 2003 SG179             | 19 de setembre de 2003 | Palomar              | NEAT                     |
| 242242 | 2003 SK180             | 19 de setembre de 2003 | Kitt Peak            | Spacewatch               |
| 242243 | 2003 SB207             | 26 de setembre de 2003 | Socorro              | LINEAR                   |
| 242244 | 2003 SW217             | 28 de setembre de 2003 | Emerald Lane         | L. Ball                  |
| 242245 | 2003 SJ220             | 27 de setembre de 2003 | Kitt Peak            | Spacewatch               |
| 242246 | 2003 SN222             | 28 de setembre de 2003 | Desert Eagle         | W. K. Y. Yeung           |
| 242247 | 2003 SC226             | 26 de setembre de 2003 | Socorro              | LINEAR                   |
| 242248 | 2003 ST233             | 25 de setembre de 2003 | Palomar              | NEAT                     |
| 242249 | 2003 SV244             | 26 de setembre de 2003 | Socorro              | LINEAR                   |
| 242250 | 2003 SP248             | 26 de setembre de 2003 | Socorro              | LINEAR                   |
| 242251 | 2003 SU252             | 26 de setembre de 2003 | Desert Eagle         | W. K. Y. Yeung           |
| 242252 | 2003 SQ258             | 28 de setembre de 2003 | Kitt Peak            | Spacewatch               |
| 242253 | 2003 SD261             | 27 de setembre de 2003 | Socorro              | LINEAR                   |
| 242254 | 2003 SC269             | 25 de setembre de 2003 | Uccle                | T. Pauwels               |
| 242255 | 2003 SF270             | 24 de setembre de 2003 | Haleakala            | NEAT                     |
| 242256 | 2003 SC282             | 19 de setembre de 2003 | Anderson Mesa        | LONEOS                   |
| 242257 | 2003 SU283             | 20 de setembre de 2003 | Socorro              | LINEAR                   |
| 242258 | 2003 SY296             | 16 de setembre de 2003 | Palomar              | NEAT                     |
| 242259 | 2003 SS298             | 18 de setembre de 2003 | Haleakala            | NEAT                     |
| 242260 | 2003 SE301             | 17 de setembre de 2003 | Palomar              | NEAT                     |
| 242261 | 2003 SM312             | 16 de setembre de 2003 | Haleakala            | NEAT                     |
| 242262 | 2003 SY321             | 26 de setembre de 2003 | Socorro              | LINEAR                   |
| 242263 | 2003 SN322             | 30 de setembre de 2003 | Socorro              | LINEAR                   |
| 242264 | 2003 SY327             | 19 de setembre de 2003 | Campo Imperatore     | CINEOS                   |
| 242265 | 2003 SO332             | 28 de setembre de 2003 | Socorro              | LINEAR                   |
| 242266 | 2003 SD389             | 26 de setembre de 2003 | Apache Point         | Sloan Digital Sky Survey |
| 242267 | 2003 TF3               | 1 d'octubre de 2003    | Kitt Peak            | Spacewatch               |
| 242268 | 2003 TJ38              | 2 d'octubre de 2003    | Kitt Peak            | Spacewatch               |
| 242269 | 2003 TN51              | 5 d'octubre de 2003    | Socorro              | LINEAR                   |
| 242270 | 2003 TJ55              | 5 d'octubre de 2003    | Kitt Peak            | Spacewatch               |
| 242271 | 2003 UT13              | 21 d'octubre de 2003   | Socorro              | LINEAR                   |
| 242272 | 2003 UE38              | 17 d'octubre de 2003   | Kitt Peak            | Spacewatch               |
| 242273 | 2003 US42              | 17 d'octubre de 2003   | Kitt Peak            | Spacewatch               |
| 242274 | 2003 UA53              | 18 d'octubre de 2003   | Palomar              | NEAT                     |
| 242275 | 2003 UH53              | 18 d'octubre de 2003   | Palomar              | NEAT                     |
| 242276 | 2003 UW63              | 16 d'octubre de 2003   | Anderson Mesa        | LONEOS                   |
| 242277 | 2003 UZ67              | 16 d'octubre de 2003   | Palomar              | NEAT                     |
| 242278 | 2003 UN82              | 19 d'octubre de 2003   | Socorro              | LINEAR                   |
| 242279 | 2003 UK90              | 20 d'octubre de 2003   | Kitt Peak            | Spacewatch               |
| 242280 | 2003 UC100             | 19 d'octubre de 2003   | Palomar              | NEAT                     |
| 242281 | 2003 UD100             | 19 d'octubre de 2003   | Palomar              | NEAT                     |
| 242282 | 2003 UT126             | 20 d'octubre de 2003   | Palomar              | NEAT                     |
| 242283 | 2003 UO127             | 21 d'octubre de 2003   | Kitt Peak            | Spacewatch               |
| 242284 | 2003 US133             | 20 d'octubre de 2003   | Socorro              | LINEAR                   |
| 242285 | 2003 UJ141             | 18 d'octubre de 2003   | Anderson Mesa        | LONEOS                   |
| 242286 | 2003 US148             | 19 d'octubre de 2003   | Kitt Peak            | Spacewatch               |
| 242287 | 2003 UW155             | 20 d'octubre de 2003   | Kitt Peak            | Spacewatch               |
| 242288 | 2003 UY157             | 20 d'octubre de 2003   | Palomar              | NEAT                     |
| 242289 | 2003 UA174             | 21 d'octubre de 2003   | Kitt Peak            | Spacewatch               |
| 242290 | 2003 UK189             | 22 d'octubre de 2003   | Kitt Peak            | Spacewatch               |
| 242291 | 2003 UA198             | 21 d'octubre de 2003   | Anderson Mesa        | LONEOS                   |
| 242292 | 2003 UU218             | 21 d'octubre de 2003   | Socorro              | LINEAR                   |
| 242293 | 2003 UY280             | 28 d'octubre de 2003   | Socorro              | LINEAR                   |
| 242294 | 2003 UV289             | 23 d'octubre de 2003   | Kitt Peak            | M. W. Buie               |
| 242295 | 2003 UP294             | 16 d'octubre de 2003   | Kitt Peak            | Spacewatch               |
| 242296 | 2003 UH299             | 16 d'octubre de 2003   | Kitt Peak            | Spacewatch               |
| 242297 | 2003 US345             | 19 d'octubre de 2003   | Apache Point         | Sloan Digital Sky Survey |
| 242298 | 2003 UT348             | 19 d'octubre de 2003   | Apache Point         | Sloan Digital Sky Survey |
| 242299 | 2003 UU371             | 22 d'octubre de 2003   | Apache Point         | Sloan Digital Sky Survey |
| 242300 | 2003 WG22              | 19 de novembre de 2003 | Palomar              | NEAT                     |

## 242301-242400
| Nom    | Designació provisional | Data de descobriment   | Lloc de descobriment | Descobridor/s    |
| ------ | ---------------------- | ---------------------- | -------------------- | ---------------- |
| 242301 | 2003 WD27              | 16 de novembre de 2003 | Kitt Peak            | Spacewatch       |
| 242302 | 2003 WV29              | 18 de novembre de 2003 | Kitt Peak            | Spacewatch       |
| 242303 | 2003 WM58              | 18 de novembre de 2003 | Kitt Peak            | Spacewatch       |
| 242304 | 2003 WL70              | 20 de novembre de 2003 | Kitt Peak            | Spacewatch       |
| 242305 | 2003 WR72              | 20 de novembre de 2003 | Socorro              | LINEAR           |
| 242306 | 2003 WR78              | 20 de novembre de 2003 | Socorro              | LINEAR           |
| 242307 | 2003 WC80              | 20 de novembre de 2003 | Socorro              | LINEAR           |
| 242308 | 2003 WA89              | 16 de novembre de 2003 | Catalina             | CSS              |
| 242309 | 2003 WG90              | 16 de novembre de 2003 | Kitt Peak            | Spacewatch       |
| 242310 | 2003 WN97              | 19 de novembre de 2003 | Anderson Mesa        | LONEOS           |
| 242311 | 2003 WX103             | 21 de novembre de 2003 | Socorro              | LINEAR           |
| 242312 | 2003 WU104             | 21 de novembre de 2003 | Socorro              | LINEAR           |
| 242313 | 2003 WF116             | 20 de novembre de 2003 | Socorro              | LINEAR           |
| 242314 | 2003 WF125             | 20 de novembre de 2003 | Socorro              | LINEAR           |
| 242315 | 2003 WR125             | 20 de novembre de 2003 | Socorro              | LINEAR           |
| 242316 | 2003 WH141             | 21 de novembre de 2003 | Socorro              | LINEAR           |
| 242317 | 2003 WW141             | 21 de novembre de 2003 | Socorro              | LINEAR           |
| 242318 | 2003 WR153             | 28 de novembre de 2003 | Anderson Mesa        | LONEOS           |
| 242319 | 2003 WA167             | 18 de novembre de 2003 | Kitt Peak            | Spacewatch       |
| 242320 | 2003 WH168             | 19 de novembre de 2003 | Palomar              | NEAT             |
| 242321 | 2003 WB170             | 20 de novembre de 2003 | Catalina             | CSS              |
| 242322 | 2003 WO172             | 30 de novembre de 2003 | Kitt Peak            | Spacewatch       |
| 242323 | 2003 YE12              | 17 de desembre de 2003 | Socorro              | LINEAR           |
| 242324 | 2003 YY12              | 17 de desembre de 2003 | Anderson Mesa        | LONEOS           |
| 242325 | 2003 YF23              | 17 de desembre de 2003 | Anderson Mesa        | LONEOS           |
| 242326 | 2003 YQ27              | 17 de desembre de 2003 | Kitt Peak            | Spacewatch       |
| 242327 | 2003 YD32              | 18 de desembre de 2003 | Socorro              | LINEAR           |
| 242328 | 2003 YH32              | 18 de desembre de 2003 | Socorro              | LINEAR           |
| 242329 | 2003 YL33              | 16 de desembre de 2003 | Anderson Mesa        | LONEOS           |
| 242330 | 2003 YP33              | 17 de desembre de 2003 | Kitt Peak            | Spacewatch       |
| 242331 | 2003 YS56              | 19 de desembre de 2003 | Socorro              | LINEAR           |
| 242332 | 2003 YJ62              | 19 de desembre de 2003 | Socorro              | LINEAR           |
| 242333 | 2003 YA70              | 21 de desembre de 2003 | Socorro              | LINEAR           |
| 242334 | 2003 YP73              | 18 de desembre de 2003 | Socorro              | LINEAR           |
| 242335 | 2003 YB74              | 18 de desembre de 2003 | Socorro              | LINEAR           |
| 242336 | 2003 YN103             | 20 de desembre de 2003 | Socorro              | LINEAR           |
| 242337 | 2003 YB106             | 22 de desembre de 2003 | Socorro              | LINEAR           |
| 242338 | 2003 YS114             | 25 de desembre de 2003 | Haleakala            | NEAT             |
| 242339 | 2003 YX115             | 27 de desembre de 2003 | Catalina             | CSS              |
| 242340 | 2003 YV128             | 27 de desembre de 2003 | Socorro              | LINEAR           |
| 242341 | 2003 YN139             | 28 de desembre de 2003 | Socorro              | LINEAR           |
| 242342 | 2003 YL159             | 17 de desembre de 2003 | Socorro              | LINEAR           |
| 242343 | 2003 YU164             | 17 de desembre de 2003 | Kitt Peak            | Spacewatch       |
| 242344 | 2004 AW8               | 14 de gener de 2004    | Palomar              | NEAT             |
| 242345 | 2004 AB10              | 15 de gener de 2004    | Kitt Peak            | Spacewatch       |
| 242346 | 2004 BH2               | 16 de gener de 2004    | Palomar              | NEAT             |
| 242347 | 2004 BO2               | 16 de gener de 2004    | Palomar              | NEAT             |
| 242348 | 2004 BU21              | 19 de gener de 2004    | Anderson Mesa        | LONEOS           |
| 242349 | 2004 BB33              | 19 de gener de 2004    | Kitt Peak            | Spacewatch       |
| 242350 | 2004 BM38              | 20 de gener de 2004    | Socorro              | LINEAR           |
| 242351 | 2004 BB66              | 22 de gener de 2004    | Socorro              | LINEAR           |
| 242352 | 2004 BJ72              | 23 de gener de 2004    | Socorro              | LINEAR           |
| 242353 | 2004 BL83              | 28 de gener de 2004    | Socorro              | LINEAR           |
| 242354 | 2004 BP86              | 28 de gener de 2004    | Catalina             | CSS              |
| 242355 | 2004 BQ86              | 28 de gener de 2004    | Catalina             | CSS              |
| 242356 | 2004 BK88              | 23 de gener de 2004    | Socorro              | LINEAR           |
| 242357 | 2004 BA99              | 27 de gener de 2004    | Kitt Peak            | Spacewatch       |
| 242358 | 2004 BR103             | 29 de gener de 2004    | Anderson Mesa        | LONEOS           |
| 242359 | 2004 BV144             | 19 de gener de 2004    | Socorro              | LINEAR           |
| 242360 | 2004 BV145             | 21 de gener de 2004    | Socorro              | LINEAR           |
| 242361 | 2004 BZ149             | 17 de gener de 2004    | Palomar              | NEAT             |
| 242362 | 2004 BR150             | 17 de gener de 2004    | Haleakala            | NEAT             |
| 242363 | 2004 CP14              | 11 de febrer de 2004   | Palomar              | NEAT             |
| 242364 | 2004 CX26              | 11 de febrer de 2004   | Anderson Mesa        | LONEOS           |
| 242365 | 2004 CM27              | 11 de febrer de 2004   | Palomar              | NEAT             |
| 242366 | 2004 CP29              | 12 de febrer de 2004   | Kitt Peak            | Spacewatch       |
| 242367 | 2004 CK32              | 12 de febrer de 2004   | Kitt Peak            | Spacewatch       |
| 242368 | 2004 CN36              | 12 de febrer de 2004   | Kitt Peak            | Spacewatch       |
| 242369 | 2004 CC60              | 11 de febrer de 2004   | Anderson Mesa        | LONEOS           |
| 242370 | 2004 CM74              | 11 de febrer de 2004   | Palomar              | NEAT             |
| 242371 | 2004 CO82              | 12 de febrer de 2004   | Kitt Peak            | Spacewatch       |
| 242372 | 2004 CV93              | 11 de febrer de 2004   | Palomar              | NEAT             |
| 242373 | 2004 CC103             | 12 de febrer de 2004   | Palomar              | NEAT             |
| 242374 | 2004 CV107             | 14 de febrer de 2004   | Kitt Peak            | Spacewatch       |
| 242375 | 2004 CF120             | 12 de febrer de 2004   | Kitt Peak            | Spacewatch       |
| 242376 | 2004 DT30              | 17 de febrer de 2004   | Socorro              | LINEAR           |
| 242377 | 2004 DY35              | 19 de febrer de 2004   | Socorro              | LINEAR           |
| 242378 | 2004 DL40              | 22 de febrer de 2004   | Kitt Peak            | Spacewatch       |
| 242379 | 2004 DP49              | 20 de febrer de 2004   | Haleakala            | NEAT             |
| 242380 | 2004 DL58              | 23 de febrer de 2004   | Socorro              | LINEAR           |
| 242381 | 2004 DP58              | 23 de febrer de 2004   | Socorro              | LINEAR           |
| 242382 | 2004 DG60              | 26 de febrer de 2004   | Socorro              | LINEAR           |
| 242383 | 2004 EX1               | 11 de març de 2004     | Palomar              | NEAT             |
| 242384 | 2004 EN16              | 12 de març de 2004     | Palomar              | NEAT             |
| 242385 | 2004 EM25              | 13 de març de 2004     | Palomar              | NEAT             |
| 242386 | 2004 EK34              | 12 de març de 2004     | Palomar              | NEAT             |
| 242387 | 2004 EY56              | 15 de març de 2004     | Kitt Peak            | Spacewatch       |
| 242388 | 2004 ER65              | 14 de març de 2004     | Socorro              | LINEAR           |
| 242389 | 2004 EA94              | 15 de març de 2004     | Socorro              | LINEAR           |
| 242390 | 2004 EZ102             | 15 de març de 2004     | Kitt Peak            | Spacewatch       |
| 242391 | 2004 EY107             | 15 de març de 2004     | Kitt Peak            | Spacewatch       |
| 242392 | 2004 FA9               | 16 de març de 2004     | Socorro              | LINEAR           |
| 242393 | 2004 FO18              | 26 de març de 2004     | Kitt Peak            | Deep Lens Survey |
| 242394 | 2004 FA40              | 18 de març de 2004     | Socorro              | LINEAR           |
| 242395 | 2004 FU43              | 16 de març de 2004     | Kitt Peak            | Spacewatch       |
| 242396 | 2004 FN45              | 16 de març de 2004     | Socorro              | LINEAR           |
| 242397 | 2004 FD46              | 17 de març de 2004     | Socorro              | LINEAR           |
| 242398 | 2004 FP85              | 18 de març de 2004     | Kitt Peak            | Spacewatch       |
| 242399 | 2004 FZ86              | 19 de març de 2004     | Palomar              | NEAT             |
| 242400 | 2004 FR104             | 23 de març de 2004     | Socorro              | LINEAR           |

## 242401-242500
| Nom                | Designació provisional | Data de descobriment   | Lloc de descobriment | Descobridor/s        |
| ------------------ | ---------------------- | ---------------------- | -------------------- | -------------------- |
| 242401             | 2004 FV104             | 23 de març de 2004     | Socorro              | LINEAR               |
| 242402             | 2004 FC108             | 23 de març de 2004     | Socorro              | LINEAR               |
| 242403             | 2004 FU112             | 26 de març de 2004     | Catalina             | CSS                  |
| 242404             | 2004 FP122             | 26 de març de 2004     | Socorro              | LINEAR               |
| 242405             | 2004 FY136             | 28 de març de 2004     | Socorro              | LINEAR               |
| 242406             | 2004 FT147             | 16 de març de 2004     | Palomar              | NEAT                 |
| 242407             | 2004 FJ148             | 26 de març de 2004     | Kitt Peak            | Spacewatch           |
| 242408             | 2004 FY156             | 17 de març de 2004     | Kitt Peak            | Spacewatch           |
| 242409             | 2004 GX5               | 12 d'abril de 2004     | Palomar              | NEAT                 |
| 242410             | 2004 GB12              | 12 d'abril de 2004     | Catalina             | CSS                  |
| 242411             | 2004 GA13              | 11 d'abril de 2004     | Palomar              | NEAT                 |
| 242412             | 2004 GM13              | 13 d'abril de 2004     | Palomar              | NEAT                 |
| 242413             | 2004 GH15              | 14 d'abril de 2004     | Socorro              | LINEAR               |
| 242414             | 2004 GJ28              | 14 d'abril de 2004     | Socorro              | LINEAR               |
| 242415             | 2004 GX28              | 14 d'abril de 2004     | Goodricke-Pigott     | V. Reddy             |
| 242416             | 2004 GW33              | 12 d'abril de 2004     | Palomar              | NEAT                 |
| 242417             | 2004 GY41              | 14 d'abril de 2004     | Anderson Mesa        | LONEOS               |
| 242418             | 2004 GV73              | 11 d'abril de 2004     | Bergisch Gladbac     | W. Bickel            |
| 242419             | 2004 HJ19              | 19 d'abril de 2004     | Socorro              | LINEAR               |
| 242420             | 2004 HJ25              | 19 d'abril de 2004     | Socorro              | LINEAR               |
| 242421             | 2004 HB38              | 23 d'abril de 2004     | Kitt Peak            | Spacewatch           |
| 242422             | 2004 HW60              | 20 d'abril de 2004     | Socorro              | LINEAR               |
| 242423             | 2004 HH66              | 20 d'abril de 2004     | Kitt Peak            | Spacewatch           |
| 242424             | 2004 JO42              | 15 de maig de 2004     | Socorro              | LINEAR               |
| 242425             | 2004 LC16              | 12 de juny de 2004     | Socorro              | LINEAR               |
| 242426             | 2004 LY25              | 15 de juny de 2004     | Kitt Peak            | Spacewatch           |
| 242427             | 2004 NW11              | 11 de juliol de 2004   | Socorro              | LINEAR               |
| 242428             | 2004 NP19              | 14 de juliol de 2004   | Socorro              | LINEAR               |
| 242429             | 2004 NV20              | 14 de juliol de 2004   | Socorro              | LINEAR               |
| 242430             | 2004 NW20              | 14 de juliol de 2004   | Socorro              | LINEAR               |
| 242431             | 2004 NT26              | 11 de juliol de 2004   | Socorro              | LINEAR               |
| 242432             | 2004 NE28              | 11 de juliol de 2004   | Socorro              | LINEAR               |
| 242433             | 2004 NF28              | 11 de juliol de 2004   | Socorro              | LINEAR               |
| 242434             | 2004 NK29              | 14 de juliol de 2004   | Socorro              | LINEAR               |
| 242435             | 2004 ND30              | 15 de juliol de 2004   | Siding Spring        | Siding Spring Survey |
| 242436             | 2004 OA2               | 16 de juliol de 2004   | Socorro              | LINEAR               |
| 242437             | 2004 OX4               | 16 de juliol de 2004   | Socorro              | LINEAR               |
| 242438             | 2004 PQ9               | 6 d'agost de 2004      | Campo Imperatore     | CINEOS               |
| 242439             | 2004 PO40              | 9 d'agost de 2004      | Socorro              | LINEAR               |
| 242440             | 2004 PB47              | 8 d'agost de 2004      | Palomar              | NEAT                 |
| 242441             | 2004 PW47              | 8 d'agost de 2004      | Socorro              | LINEAR               |
| 242442             | 2004 PL58              | 9 d'agost de 2004      | Socorro              | LINEAR               |
| 242443             | 2004 PR60              | 9 d'agost de 2004      | Socorro              | LINEAR               |
| 242444             | 2004 PR67              | 6 d'agost de 2004      | Palomar              | NEAT                 |
| 242445             | 2004 PP95              | 12 d'agost de 2004     | Reedy Creek          | J. Broughton         |
| 242446             | 2004 PK96              | 11 d'agost de 2004     | Goodricke-Pigott     | Goodricke-Pigott     |
| 242447             | 2004 PG106             | 14 d'agost de 2004     | Campo Imperatore     | CINEOS               |
| 242448             | 2004 PR114             | 12 d'agost de 2004     | Socorro              | LINEAR               |
| 242449             | 2004 QA1               | 16 d'agost de 2004     | Palomar              | NEAT                 |
| 242450             | 2004 QY2               | 20 d'agost de 2004     | Siding Spring        | Siding Spring Survey |
| 242451             | 2004 QS14              | 21 d'agost de 2004     | Catalina             | CSS                  |
| 242452             | 2004 QB27              | 23 d'agost de 2004     | Kitt Peak            | Spacewatch           |
| 242453             | 2004 RH1               | 4 de setembre de 2004  | Palomar              | NEAT                 |
| 242454             | 2004 RM32              | 7 de setembre de 2004  | Socorro              | LINEAR               |
| 242455             | 2004 RV35              | 7 de setembre de 2004  | Socorro              | LINEAR               |
| 242456             | 2004 RX62              | 8 de setembre de 2004  | Socorro              | LINEAR               |
| 242457             | 2004 RC141             | 8 de setembre de 2004  | Socorro              | LINEAR               |
| 242458             | 2004 RM158             | 10 de setembre de 2004 | Socorro              | LINEAR               |
| 242459             | 2004 RU184             | 10 de setembre de 2004 | Socorro              | LINEAR               |
| 242460             | 2004 RD196             | 10 de setembre de 2004 | Socorro              | LINEAR               |
| 242461             | 2004 RD201             | 10 de setembre de 2004 | Socorro              | LINEAR               |
| 242462             | 2004 RY232             | 9 de setembre de 2004  | Kitt Peak            | Spacewatch           |
| 242463             | 2004 RN235             | 10 de setembre de 2004 | Socorro              | LINEAR               |
| 242464             | 2004 RB236             | 10 de setembre de 2004 | Socorro              | LINEAR               |
| 242465             | 2004 RC238             | 10 de setembre de 2004 | Kitt Peak            | Spacewatch           |
| 242466             | 2004 RS321             | 13 de setembre de 2004 | Socorro              | LINEAR               |
| 242467             | 2004 RP345             | 4 de setembre de 2004  | Palomar              | NEAT                 |
| 242468             | 2004 SA3               | 17 de setembre de 2004 | Piszkesteto          | K. Sarneczky         |
| 242469             | 2004 SN45              | 18 de setembre de 2004 | Socorro              | LINEAR               |
| 242470             | 2004 SZ45              | 18 de setembre de 2004 | Socorro              | LINEAR               |
| 242471             | 2004 SB53              | 22 de setembre de 2004 | Socorro              | LINEAR               |
| 242472             | 2004 SO60              | 16 de setembre de 2004 | Kitt Peak            | Spacewatch           |
| 242473             | 2004 TG27              | 4 d'octubre de 2004    | Kitt Peak            | Spacewatch           |
| 242474             | 2004 TT32              | 4 d'octubre de 2004    | Kitt Peak            | Spacewatch           |
| 242475             | 2004 TL41              | 4 d'octubre de 2004    | Kitt Peak            | Spacewatch           |
| 242476             | 2004 TT42              | 4 d'octubre de 2004    | Kitt Peak            | Spacewatch           |
| 242477             | 2004 TH49              | 4 d'octubre de 2004    | Kitt Peak            | Spacewatch           |
| 242478             | 2004 TZ57              | 5 d'octubre de 2004    | Kitt Peak            | Spacewatch           |
| 242479 Marijampole | 2004 TF115             | 12 d'octubre de 2004   | Moletai              | Moletai              |
| 242480             | 2004 TZ157             | 6 d'octubre de 2004    | Kitt Peak            | Spacewatch           |
| 242481             | 2004 TW220             | 7 d'octubre de 2004    | Palomar              | NEAT                 |
| 242482             | 2004 TE288             | 9 d'octubre de 2004    | Kitt Peak            | Spacewatch           |
| 242483             | 2004 TF308             | 10 d'octubre de 2004   | Socorro              | LINEAR               |
| 242484             | 2004 TU323             | 11 d'octubre de 2004   | Kitt Peak            | Spacewatch           |
| 242485             | 2004 TB342             | 13 d'octubre de 2004   | Kitt Peak            | Spacewatch           |
| 242486             | 2004 UY7               | 21 d'octubre de 2004   | Socorro              | LINEAR               |
| 242487             | 2004 VV8               | 3 de novembre de 2004  | Anderson Mesa        | LONEOS               |
| 242488             | 2004 VJ24              | 7 de novembre de 2004  | Charleston           | Charleston           |
| 242489             | 2004 VX25              | 4 de novembre de 2004  | Catalina             | CSS                  |
| 242490             | 2004 VU57              | 7 de novembre de 2004  | Socorro              | LINEAR               |
| 242491             | 2004 VS65              | 14 de novembre de 2004 | Cordell-Lorenz       | D. T. Durig          |
| 242492 Fantomas    | 2004 VU65              | 10 de novembre de 2004 | Nogales              | M. Ory               |
| 242493             | 2004 WO12              | 22 de novembre de 2004 | Siding Spring        | R. H. McNaught       |
| 242494             | 2004 XH4               | 2 de desembre de 2004  | Socorro              | LINEAR               |
| 242495             | 2004 XN10              | 2 de desembre de 2004  | Palomar              | NEAT                 |
| 242496             | 2004 XP13              | 8 de desembre de 2004  | Socorro              | LINEAR               |
| 242497             | 2004 XL20              | 8 de desembre de 2004  | Socorro              | LINEAR               |
| 242498             | 2004 XG25              | 9 de desembre de 2004  | Catalina             | CSS                  |
| 242499             | 2004 XS26              | 10 de desembre de 2004 | Socorro              | LINEAR               |
| 242500             | 2004 XK32              | 10 de desembre de 2004 | Socorro              | LINEAR               |

## 242501-242600
| Nom              | Designació provisional | Data de descobriment   | Lloc de descobriment | Descobridor/s          |
| ---------------- | ---------------------- | ---------------------- | -------------------- | ---------------------- |
| 242501           | 2004 XS38              | 7 de desembre de 2004  | Socorro              | LINEAR                 |
| 242502           | 2004 XA50              | 12 de desembre de 2004 | Kitt Peak            | Spacewatch             |
| 242503           | 2004 XS69              | 10 de desembre de 2004 | Kitt Peak            | Spacewatch             |
| 242504           | 2004 XO80              | 10 de desembre de 2004 | Socorro              | LINEAR                 |
| 242505           | 2004 XS84              | 12 de desembre de 2004 | Vail-Jarnac          | Jarnac                 |
| 242506           | 2004 XV85              | 13 de desembre de 2004 | Kitt Peak            | Spacewatch             |
| 242507           | 2004 XY98              | 11 de desembre de 2004 | Kitt Peak            | Spacewatch             |
| 242508           | 2004 XJ99              | 12 de desembre de 2004 | Kitt Peak            | Spacewatch             |
| 242509           | 2004 XE125             | 11 de desembre de 2004 | Catalina             | CSS                    |
| 242510           | 2004 XQ164             | 15 de desembre de 2004 | Socorro              | LINEAR                 |
| 242511           | 2004 XO191             | 10 de desembre de 2004 | Kitt Peak            | Spacewatch             |
| 242512           | 2004 YP14              | 18 de desembre de 2004 | Mount Lemmon         | Mt. Lemmon Survey      |
| 242513           | 2004 YM19              | 18 de desembre de 2004 | Mount Lemmon         | Mt. Lemmon Survey      |
| 242514           | 2004 YY28              | 16 de desembre de 2004 | Socorro              | LINEAR                 |
| 242515           | 2004 YS32              | 31 de desembre de 2004 | Junk Bond            | Junk Bond              |
| 242516           | 2005 AW                | 4 de gener de 2005     | Vicques              | M. Ory                 |
| 242517           | 2005 AD1               | 1 de gener de 2005     | Catalina             | CSS                    |
| 242518           | 2005 AK2               | 6 de gener de 2005     | Socorro              | LINEAR                 |
| 242519           | 2005 AH7               | 6 de gener de 2005     | Catalina             | CSS                    |
| 242520           | 2005 AS7               | 6 de gener de 2005     | Catalina             | CSS                    |
| 242521           | 2005 AG9               | 7 de gener de 2005     | Catalina             | CSS                    |
| 242522           | 2005 AH9               | 7 de gener de 2005     | Catalina             | CSS                    |
| 242523 Kreszgéza | 2005 AJ10              | 5 de gener de 2005     | Piszkesteto          | Piszkesteto            |
| 242524           | 2005 AN10              | 6 de gener de 2005     | Catalina             | CSS                    |
| 242525           | 2005 AQ22              | 7 de gener de 2005     | Socorro              | LINEAR                 |
| 242526           | 2005 AT30              | 9 de gener de 2005     | Catalina             | CSS                    |
| 242527           | 2005 AL34              | 13 de gener de 2005    | Kitt Peak            | Spacewatch             |
| 242528           | 2005 AD48              | 13 de gener de 2005    | Kitt Peak            | Spacewatch             |
| 242529 Hilaomar  | 2005 AL54              | 13 de gener de 2005    | Vicques              | M. Ory                 |
| 242530           | 2005 AG56              | 15 de gener de 2005    | Socorro              | LINEAR                 |
| 242531           | 2005 AW58              | 15 de gener de 2005    | Socorro              | LINEAR                 |
| 242532           | 2005 AJ69              | 15 de gener de 2005    | Socorro              | LINEAR                 |
| 242533           | 2005 AV79              | 15 de gener de 2005    | Kitt Peak            | Spacewatch             |
| 242534           | 2005 AJ82              | 15 de gener de 2005    | Kitt Peak            | Spacewatch             |
| 242535           | 2005 BR                | 16 de gener de 2005    | Desert Eagle         | W. K. Y. Yeung         |
| 242536           | 2005 BC8               | 16 de gener de 2005    | Socorro              | LINEAR                 |
| 242537           | 2005 BQ23              | 17 de gener de 2005    | Kitt Peak            | Spacewatch             |
| 242538           | 2005 BW48              | 17 de gener de 2005    | La Silla             | A. Boattini, H. Scholl |
| 242539           | 2005 CS5               | 1 de febrer de 2005    | Palomar              | NEAT                   |
| 242540           | 2005 CG12              | 1 de febrer de 2005    | Palomar              | NEAT                   |
| 242541           | 2005 CX63              | 9 de febrer de 2005    | Anderson Mesa        | LONEOS                 |
| 242542           | 2005 CR64              | 9 de febrer de 2005    | Anderson Mesa        | LONEOS                 |
| 242543           | 2005 CM68              | 2 de febrer de 2005    | Catalina             | CSS                    |
| 242544           | 2005 CR68              | 3 de febrer de 2005    | Anderson Mesa        | LONEOS                 |
| 242545           | 2005 DA1               | 28 de febrer de 2005   | Socorro              | LINEAR                 |
| 242546           | 2005 EX12              | 2 de març de 2005      | Catalina             | CSS                    |
| 242547           | 2005 EF18              | 3 de març de 2005      | Catalina             | CSS                    |
| 242548           | 2005 EP35              | 4 de març de 2005      | Catalina             | CSS                    |
| 242549           | 2005 EB36              | 4 de març de 2005      | Catalina             | CSS                    |
| 242550           | 2005 EU47              | 3 de març de 2005      | Catalina             | CSS                    |
| 242551           | 2005 EG79              | 3 de març de 2005      | Catalina             | CSS                    |
| 242552           | 2005 EW91              | 8 de març de 2005      | Mount Lemmon         | Mt. Lemmon Survey      |
| 242553           | 2005 EW93              | 8 de març de 2005      | Socorro              | LINEAR                 |
| 242554           | 2005 EP115             | 4 de març de 2005      | Socorro              | LINEAR                 |
| 242555           | 2005 EG118             | 7 de març de 2005      | Socorro              | LINEAR                 |
| 242556           | 2005 EC120             | 8 de març de 2005      | Kitt Peak            | Spacewatch             |
| 242557           | 2005 EZ128             | 9 de març de 2005      | Kitt Peak            | Spacewatch             |
| 242558           | 2005 EE139             | 9 de març de 2005      | Mount Lemmon         | Mt. Lemmon Survey      |
| 242559           | 2005 EY144             | 10 de març de 2005     | Mount Lemmon         | Mt. Lemmon Survey      |
| 242560           | 2005 EZ159             | 9 de març de 2005      | Mount Lemmon         | Mt. Lemmon Survey      |
| 242561           | 2005 EG166             | 11 de març de 2005     | Mount Lemmon         | Mt. Lemmon Survey      |
| 242562           | 2005 EZ176             | 8 de març de 2005      | Mount Lemmon         | Mt. Lemmon Survey      |
| 242563           | 2005 EV181             | 9 de març de 2005      | Socorro              | LINEAR                 |
| 242564           | 2005 EZ184             | 9 de març de 2005      | Kitt Peak            | Spacewatch             |
| 242565           | 2005 EM207             | 8 de març de 2005      | Anderson Mesa        | LONEOS                 |
| 242566           | 2005 ES210             | 4 de març de 2005      | Kitt Peak            | Spacewatch             |
| 242567           | 2005 EO212             | 4 de març de 2005      | Catalina             | CSS                    |
| 242568           | 2005 EC248             | 12 de març de 2005     | Kitt Peak            | Spacewatch             |
| 242569           | 2005 EG252             | 10 de març de 2005     | Mount Lemmon         | Mt. Lemmon Survey      |
| 242570           | 2005 EL267             | 13 de març de 2005     | Kitt Peak            | Spacewatch             |
| 242571           | 2005 EQ330             | 4 de març de 2005      | Catalina             | CSS                    |
| 242572           | 2005 GY7               | 2 d'abril de 2005      | Needville            | Needville              |
| 242573           | 2005 GW13              | 1 d'abril de 2005      | Anderson Mesa        | LONEOS                 |
| 242574           | 2005 GJ22              | 4 d'abril de 2005      | Catalina             | CSS                    |
| 242575           | 2005 GG25              | 2 d'abril de 2005      | Mount Lemmon         | Mt. Lemmon Survey      |
| 242576           | 2005 GF28              | 3 d'abril de 2005      | Siding Spring        | Siding Spring Survey   |
| 242577           | 2005 GP34              | 1 d'abril de 2005      | Anderson Mesa        | LONEOS                 |
| 242578           | 2005 GJ50              | 5 d'abril de 2005      | Palomar              | NEAT                   |
| 242579           | 2005 GX61              | 2 d'abril de 2005      | Kitt Peak            | Spacewatch             |
| 242580           | 2005 GF75              | 5 d'abril de 2005      | Mount Lemmon         | Mt. Lemmon Survey      |
| 242581           | 2005 GZ118             | 11 d'abril de 2005     | Mount Lemmon         | Mt. Lemmon Survey      |
| 242582           | 2005 GB129             | 7 d'abril de 2005      | Palomar              | NEAT                   |
| 242583           | 2005 GA133             | 10 d'abril de 2005     | Kitt Peak            | Spacewatch             |
| 242584           | 2005 GW138             | 12 d'abril de 2005     | Kitt Peak            | Spacewatch             |
| 242585           | 2005 GM149             | 11 d'abril de 2005     | Kitt Peak            | Spacewatch             |
| 242586           | 2005 GV149             | 11 d'abril de 2005     | Kitt Peak            | Spacewatch             |
| 242587           | 2005 GP154             | 9 d'abril de 2005      | Socorro              | LINEAR                 |
| 242588           | 2005 GV172             | 14 d'abril de 2005     | Kitt Peak            | Spacewatch             |
| 242589           | 2005 GR214             | 4 d'abril de 2005      | Catalina             | CSS                    |
| 242590           | 2005 GO227             | 6 d'abril de 2005      | Anderson Mesa        | LONEOS                 |
| 242591           | 2005 HO1               | 16 d'abril de 2005     | Kitt Peak            | Spacewatch             |
| 242592           | 2005 HM10              | 16 d'abril de 2005     | Kitt Peak            | Spacewatch             |
| 242593           | 2005 JE12              | 4 de maig de 2005      | Mauna Kea            | C. Veillet             |
| 242594           | 2005 JJ17              | 4 de maig de 2005      | Catalina             | CSS                    |
| 242595           | 2005 JT24              | 3 de maig de 2005      | Kitt Peak            | Spacewatch             |
| 242596           | 2005 JS27              | 3 de maig de 2005      | Catalina             | CSS                    |
| 242597           | 2005 JY28              | 3 de maig de 2005      | Kitt Peak            | Spacewatch             |
| 242598           | 2005 JJ36              | 4 de maig de 2005      | Kitt Peak            | Spacewatch             |
| 242599           | 2005 JG45              | 2 de maig de 2005      | Kitt Peak            | Deep Lens Survey       |
| 242600           | 2005 JD49              | 4 de maig de 2005      | Kitt Peak            | Spacewatch             |

## 242601-242700
| Nom             | Designació provisional | Data de descobriment   | Lloc de descobriment | Descobridor/s        |
| --------------- | ---------------------- | ---------------------- | -------------------- | -------------------- |
| 242601          | 2005 JW52              | 4 de maig de 2005      | Kitt Peak            | Spacewatch           |
| 242602          | 2005 JA58              | 7 de maig de 2005      | Kitt Peak            | Spacewatch           |
| 242603          | 2005 JG69              | 6 de maig de 2005      | Kitt Peak            | Spacewatch           |
| 242604          | 2005 JU71              | 8 de maig de 2005      | Anderson Mesa        | LONEOS               |
| 242605          | 2005 JO72              | 8 de maig de 2005      | Kitt Peak            | Spacewatch           |
| 242606          | 2005 JV77              | 10 de maig de 2005     | Anderson Mesa        | LONEOS               |
| 242607          | 2005 JR87              | 9 de maig de 2005      | Catalina             | CSS                  |
| 242608          | 2005 JR89              | 11 de maig de 2005     | Palomar              | NEAT                 |
| 242609          | 2005 JE98              | 8 de maig de 2005      | Kitt Peak            | Spacewatch           |
| 242610          | 2005 JX99              | 9 de maig de 2005      | Kitt Peak            | Spacewatch           |
| 242611          | 2005 JG102             | 9 de maig de 2005      | Kitt Peak            | Spacewatch           |
| 242612          | 2005 JT102             | 9 de maig de 2005      | Catalina             | CSS                  |
| 242613          | 2005 JH108             | 3 de maig de 2005      | Kitt Peak            | Spacewatch           |
| 242614          | 2005 JY112             | 10 de maig de 2005     | Kitt Peak            | Spacewatch           |
| 242615          | 2005 JO129             | 13 de maig de 2005     | Kitt Peak            | Spacewatch           |
| 242616          | 2005 JA139             | 13 de maig de 2005     | Mount Lemmon         | Mt. Lemmon Survey    |
| 242617          | 2005 JE141             | 14 de maig de 2005     | Mount Lemmon         | Mt. Lemmon Survey    |
| 242618          | 2005 JT143             | 15 de maig de 2005     | Mount Lemmon         | Mt. Lemmon Survey    |
| 242619          | 2005 JL174             | 11 de maig de 2005     | Cerro Tololo         | M. W. Buie           |
| 242620          | 2005 JV175             | 3 de maig de 2005      | Catalina             | CSS                  |
| 242621          | 2005 JY178             | 13 de maig de 2005     | Socorro              | LINEAR               |
| 242622          | 2005 KF2               | 16 de maig de 2005     | Mount Lemmon         | Mt. Lemmon Survey    |
| 242623          | 2005 KJ8               | 21 de maig de 2005     | Mount Lemmon         | Mt. Lemmon Survey    |
| 242624          | 2005 KH13              | 21 de maig de 2005     | Mount Lemmon         | Mt. Lemmon Survey    |
| 242625          | 2005 LW9               | 2 de juny de 2005      | Catalina             | CSS                  |
| 242626          | 2005 LW10              | 3 de juny de 2005      | Kitt Peak            | Spacewatch           |
| 242627          | 2005 LS11              | 3 de juny de 2005      | Kitt Peak            | Spacewatch           |
| 242628          | 2005 LS15              | 5 de juny de 2005      | Kitt Peak            | Spacewatch           |
| 242629          | 2005 LS17              | 6 de juny de 2005      | Kitt Peak            | Spacewatch           |
| 242630          | 2005 MW4               | 18 de juny de 2005     | Mount Lemmon         | Mt. Lemmon Survey    |
| 242631          | 2005 MY4               | 18 de juny de 2005     | Mount Lemmon         | Mt. Lemmon Survey    |
| 242632          | 2005 MR20              | 30 de juny de 2005     | Kitt Peak            | Spacewatch           |
| 242633          | 2005 MS26              | 28 de juny de 2005     | Mount Lemmon         | Mt. Lemmon Survey    |
| 242634          | 2005 ME28              | 29 de juny de 2005     | Kitt Peak            | Spacewatch           |
| 242635          | 2005 MT30              | 29 de juny de 2005     | Palomar              | NEAT                 |
| 242636          | 2005 MG33              | 29 de juny de 2005     | Kitt Peak            | Spacewatch           |
| 242637          | 2005 MQ38              | 30 de juny de 2005     | Kitt Peak            | Spacewatch           |
| 242638          | 2005 MV39              | 29 de juny de 2005     | Palomar              | NEAT                 |
| 242639          | 2005 MP49              | 30 de juny de 2005     | Palomar              | NEAT                 |
| 242640          | 2005 ND                | 2 de juliol de 2005    | Wrightwood           | J. W. Young          |
| 242641          | 2005 NN2               | 2 de juliol de 2005    | Kitt Peak            | Spacewatch           |
| 242642          | 2005 NE6               | 4 de juliol de 2005    | Kitt Peak            | Spacewatch           |
| 242643          | 2005 NZ6               | 3 de juliol de 2005    | Palomar              | NEAT                 |
| 242644          | 2005 NN7               | 3 de juliol de 2005    | Mount Lemmon         | Mt. Lemmon Survey    |
| 242645          | 2005 NK21              | 1 de juliol de 2005    | Kitt Peak            | Spacewatch           |
| 242646          | 2005 NF23              | 4 de juliol de 2005    | Kitt Peak            | Spacewatch           |
| 242647          | 2005 NM37              | 6 de juliol de 2005    | Kitt Peak            | Spacewatch           |
| 242648 Fribourg | 2005 NQ63              | 13 de juliol de 2005   | Marly                | P. Kocher            |
| 242649          | 2005 NT99              | 11 de juliol de 2005   | Catalina             | CSS                  |
| 242650          | 2005 NF102             | 15 de juliol de 2005   | Mount Lemmon         | Mt. Lemmon Survey    |
| 242651          | 2005 OW2               | 30 de juliol de 2005   | Socorro              | LINEAR               |
| 242652          | 2005 OF10              | 27 de juliol de 2005   | Palomar              | NEAT                 |
| 242653          | 2005 OL16              | 29 de juliol de 2005   | Palomar              | NEAT                 |
| 242654          | 2005 PY8               | 4 d'agost de 2005      | Palomar              | NEAT                 |
| 242655          | 2005 QF39              | 26 d'agost de 2005     | Anderson Mesa        | LONEOS               |
| 242656          | 2005 QC41              | 26 d'agost de 2005     | Anderson Mesa        | LONEOS               |
| 242657          | 2005 QC43              | 26 d'agost de 2005     | Palomar              | NEAT                 |
| 242658          | 2005 QB58              | 25 d'agost de 2005     | Palomar              | NEAT                 |
| 242659          | 2005 QB63              | 26 d'agost de 2005     | Palomar              | NEAT                 |
| 242660          | 2005 QR88              | 29 d'agost de 2005     | Goodricke-Pigott     | R. A. Tucker         |
| 242661          | 2005 QT101             | 27 d'agost de 2005     | Palomar              | NEAT                 |
| 242662          | 2005 QC156             | 30 d'agost de 2005     | Palomar              | NEAT                 |
| 242663          | 2005 RV7               | 8 de setembre de 2005  | Socorro              | LINEAR               |
| 242664          | 2005 ST25              | 28 de setembre de 2005 | Eskridge             | G. Hug               |
| 242665          | 2005 SK56              | 25 de setembre de 2005 | Kitt Peak            | Spacewatch           |
| 242666          | 2005 SB57              | 26 de setembre de 2005 | Kitt Peak            | Spacewatch           |
| 242667          | 2005 SH68              | 27 de setembre de 2005 | Kitt Peak            | Spacewatch           |
| 242668          | 2005 SB74              | 23 de setembre de 2005 | Siding Spring        | Siding Spring Survey |
| 242669          | 2005 SE104             | 25 de setembre de 2005 | Kitt Peak            | Spacewatch           |
| 242670          | 2005 SP105             | 25 de setembre de 2005 | Palomar              | NEAT                 |
| 242671          | 2005 SH110             | 26 de setembre de 2005 | Kitt Peak            | Spacewatch           |
| 242672          | 2005 SO124             | 29 de setembre de 2005 | Catalina             | CSS                  |
| 242673          | 2005 SL126             | 29 de setembre de 2005 | Palomar              | NEAT                 |
| 242674          | 2005 SO146             | 25 de setembre de 2005 | Kitt Peak            | Spacewatch           |
| 242675          | 2005 SC164             | 27 de setembre de 2005 | Palomar              | NEAT                 |
| 242676          | 2005 SS175             | 29 de setembre de 2005 | Kitt Peak            | Spacewatch           |
| 242677          | 2005 ST183             | 29 de setembre de 2005 | Kitt Peak            | Spacewatch           |
| 242678          | 2005 SB187             | 29 de setembre de 2005 | Palomar              | NEAT                 |
| 242679          | 2005 SM193             | 29 de setembre de 2005 | Kitt Peak            | Spacewatch           |
| 242680          | 2005 SX211             | 30 de setembre de 2005 | Mount Lemmon         | Mt. Lemmon Survey    |
| 242681          | 2005 SR222             | 30 de setembre de 2005 | Mount Lemmon         | Mt. Lemmon Survey    |
| 242682          | 2005 SW230             | 30 de setembre de 2005 | Mount Lemmon         | Mt. Lemmon Survey    |
| 242683          | 2005 SS246             | 30 de setembre de 2005 | Kitt Peak            | Spacewatch           |
| 242684          | 2005 SL250             | 23 de setembre de 2005 | Catalina             | CSS                  |
| 242685          | 2005 SY254             | 22 de setembre de 2005 | Palomar              | NEAT                 |
| 242686          | 2005 SK259             | 24 de setembre de 2005 | Anderson Mesa        | LONEOS               |
| 242687          | 2005 SO262             | 23 de setembre de 2005 | Palomar              | NEAT                 |
| 242688          | 2005 SE269             | 26 de setembre de 2005 | Palomar              | NEAT                 |
| 242689          | 2005 TJ3               | 1 d'octubre de 2005    | Socorro              | LINEAR               |
| 242690          | 2005 TN6               | 1 d'octubre de 2005    | Catalina             | CSS                  |
| 242691          | 2005 TV6               | 1 d'octubre de 2005    | Catalina             | CSS                  |
| 242692          | 2005 TW9               | 1 d'octubre de 2005    | Anderson Mesa        | LONEOS               |
| 242693          | 2005 TT15              | 3 d'octubre de 2005    | Silver Spring        | Silver Spring        |
| 242694          | 2005 TG23              | 1 d'octubre de 2005    | Socorro              | LINEAR               |
| 242695          | 2005 TJ23              | 1 d'octubre de 2005    | Anderson Mesa        | LONEOS               |
| 242696          | 2005 TR25              | 1 d'octubre de 2005    | Mount Lemmon         | Mt. Lemmon Survey    |
| 242697          | 2005 TC48              | 6 d'octubre de 2005    | Kitt Peak            | Spacewatch           |
| 242698          | 2005 TS52              | 11 d'octubre de 2005   | Junk Bond            | D. Healy             |
| 242699          | 2005 TY54              | 4 d'octubre de 2005    | Palomar              | NEAT                 |
| 242700          | 2005 TA63              | 4 d'octubre de 2005    | Mount Lemmon         | Mt. Lemmon Survey    |

## 242701-242800
| Nom    | Designació provisional | Data de descobriment   | Lloc de descobriment | Descobridor/s        |
| ------ | ---------------------- | ---------------------- | -------------------- | -------------------- |
| 242701 | 2005 TM72              | 5 d'octubre de 2005    | Catalina             | CSS                  |
| 242702 | 2005 TL75              | 3 d'octubre de 2005    | Catalina             | CSS                  |
| 242703 | 2005 TA99              | 7 d'octubre de 2005    | Catalina             | CSS                  |
| 242704 | 2005 TN119             | 7 d'octubre de 2005    | Kitt Peak            | Spacewatch           |
| 242705 | 2005 TL131             | 7 d'octubre de 2005    | Kitt Peak            | Spacewatch           |
| 242706 | 2005 TN162             | 9 d'octubre de 2005    | Kitt Peak            | Spacewatch           |
| 242707 | 2005 TF190             | 1 d'octubre de 2005    | Catalina             | CSS                  |
| 242708 | 2005 UK1               | 24 d'octubre de 2005   | Mount Lemmon         | Mt. Lemmon Survey    |
| 242709 | 2005 UH24              | 23 d'octubre de 2005   | Kitt Peak            | Spacewatch           |
| 242710 | 2005 UC54              | 23 d'octubre de 2005   | Catalina             | CSS                  |
| 242711 | 2005 UW56              | 24 d'octubre de 2005   | Anderson Mesa        | LONEOS               |
| 242712 | 2005 US62              | 25 d'octubre de 2005   | Mount Lemmon         | Mt. Lemmon Survey    |
| 242713 | 2005 UD66              | 22 d'octubre de 2005   | Catalina             | CSS                  |
| 242714 | 2005 UD76              | 24 d'octubre de 2005   | Palomar              | NEAT                 |
| 242715 | 2005 UM79              | 25 d'octubre de 2005   | Catalina             | CSS                  |
| 242716 | 2005 UZ86              | 22 d'octubre de 2005   | Kitt Peak            | Spacewatch           |
| 242717 | 2005 UO97              | 22 d'octubre de 2005   | Kitt Peak            | Spacewatch           |
| 242718 | 2005 UQ112             | 22 d'octubre de 2005   | Kitt Peak            | Spacewatch           |
| 242719 | 2005 UF130             | 24 d'octubre de 2005   | Palomar              | NEAT                 |
| 242720 | 2005 UT132             | 24 d'octubre de 2005   | Siding Spring        | Siding Spring Survey |
| 242721 | 2005 UD142             | 25 d'octubre de 2005   | Catalina             | CSS                  |
| 242722 | 2005 UX154             | 26 d'octubre de 2005   | Kitt Peak            | Spacewatch           |
| 242723 | 2005 UD156             | 26 d'octubre de 2005   | Palomar              | NEAT                 |
| 242724 | 2005 UE156             | 26 d'octubre de 2005   | Palomar              | NEAT                 |
| 242725 | 2005 UR161             | 25 d'octubre de 2005   | Kitt Peak            | Spacewatch           |
| 242726 | 2005 US161             | 25 d'octubre de 2005   | Kitt Peak            | Spacewatch           |
| 242727 | 2005 UQ178             | 24 d'octubre de 2005   | Kitt Peak            | Spacewatch           |
| 242728 | 2005 UC204             | 25 d'octubre de 2005   | Mount Lemmon         | Mt. Lemmon Survey    |
| 242729 | 2005 UL211             | 27 d'octubre de 2005   | Kitt Peak            | Spacewatch           |
| 242730 | 2005 UT216             | 25 d'octubre de 2005   | Mount Lemmon         | Mt. Lemmon Survey    |
| 242731 | 2005 UC286             | 26 d'octubre de 2005   | Kitt Peak            | Spacewatch           |
| 242732 | 2005 UL310             | 29 d'octubre de 2005   | Mount Lemmon         | Mt. Lemmon Survey    |
| 242733 | 2005 UL313             | 24 d'octubre de 2005   | Palomar              | NEAT                 |
| 242734 | 2005 UO331             | 29 d'octubre de 2005   | Mount Lemmon         | Mt. Lemmon Survey    |
| 242735 | 2005 UD361             | 27 d'octubre de 2005   | Kitt Peak            | Spacewatch           |
| 242736 | 2005 UX402             | 28 d'octubre de 2005   | Socorro              | LINEAR               |
| 242737 | 2005 UE438             | 27 d'octubre de 2005   | Kitt Peak            | Spacewatch           |
| 242738 | 2005 UD439             | 28 d'octubre de 2005   | Mount Lemmon         | Mt. Lemmon Survey    |
| 242739 | 2005 UT440             | 29 d'octubre de 2005   | Catalina             | CSS                  |
| 242740 | 2005 UP476             | 24 d'octubre de 2005   | Palomar              | NEAT                 |
| 242741 | 2005 UX479             | 31 d'octubre de 2005   | Mount Lemmon         | Mt. Lemmon Survey    |
| 242742 | 2005 UG480             | 30 d'octubre de 2005   | Catalina             | CSS                  |
| 242743 | 2005 UU493             | 25 d'octubre de 2005   | Catalina             | CSS                  |
| 242744 | 2005 UG530             | 24 d'octubre de 2005   | Palomar              | NEAT                 |
| 242745 | 2005 VS25              | 2 de novembre de 2005  | Mount Lemmon         | Mt. Lemmon Survey    |
| 242746 | 2005 VS41              | 1 de novembre de 2005  | Catalina             | CSS                  |
| 242747 | 2005 VV41              | 2 de novembre de 2005  | Catalina             | CSS                  |
| 242748 | 2005 VT68              | 1 de novembre de 2005  | Mount Lemmon         | Mt. Lemmon Survey    |
| 242749 | 2005 VQ78              | 6 de novembre de 2005  | Anderson Mesa        | LONEOS               |
| 242750 | 2005 VC82              | 6 de novembre de 2005  | Mount Lemmon         | Mt. Lemmon Survey    |
| 242751 | 2005 VQ88              | 6 de novembre de 2005  | Kitt Peak            | Spacewatch           |
| 242752 | 2005 VL98              | 10 de novembre de 2005 | Catalina             | CSS                  |
| 242753 | 2005 VW112             | 9 de novembre de 2005  | Campo Imperatore     | CINEOS               |
| 242754 | 2005 WD8               | 22 de novembre de 2005 | Socorro              | LINEAR               |
| 242755 | 2005 WE10              | 21 de novembre de 2005 | Kitt Peak            | Spacewatch           |
| 242756 | 2005 WN70              | 26 de novembre de 2005 | Mount Lemmon         | Mt. Lemmon Survey    |
| 242757 | 2005 WX70              | 21 de novembre de 2005 | Anderson Mesa        | LONEOS               |
| 242758 | 2005 WX79              | 25 de novembre de 2005 | Kitt Peak            | Spacewatch           |
| 242759 | 2005 WH91              | 28 de novembre de 2005 | Catalina             | CSS                  |
| 242760 | 2005 WN100             | 29 de novembre de 2005 | Mount Lemmon         | Mt. Lemmon Survey    |
| 242761 | 2005 WX114             | 28 de novembre de 2005 | Mount Lemmon         | Mt. Lemmon Survey    |
| 242762 | 2005 WY126             | 25 de novembre de 2005 | Catalina             | CSS                  |
| 242763 | 2005 WF134             | 25 de novembre de 2005 | Mount Lemmon         | Mt. Lemmon Survey    |
| 242764 | 2005 WO154             | 29 de novembre de 2005 | Palomar              | NEAT                 |
| 242765 | 2005 WN156             | 29 de novembre de 2005 | Palomar              | NEAT                 |
| 242766 | 2005 WU162             | 28 de novembre de 2005 | Mount Lemmon         | Mt. Lemmon Survey    |
| 242767 | 2005 WG171             | 30 de novembre de 2005 | Kitt Peak            | Spacewatch           |
| 242768 | 2005 WY173             | 30 de novembre de 2005 | Mount Lemmon         | Mt. Lemmon Survey    |
| 242769 | 2005 WD181             | 25 de novembre de 2005 | Catalina             | CSS                  |
| 242770 | 2005 XW62              | 5 de desembre de 2005  | Mount Lemmon         | Mt. Lemmon Survey    |
| 242771 | 2005 XF65              | 7 de desembre de 2005  | Socorro              | LINEAR               |
| 242772 | 2005 XS79              | 5 de desembre de 2005  | Socorro              | LINEAR               |
| 242773 | 2005 XY109             | 1 de desembre de 2005  | Kitt Peak            | M. W. Buie           |
| 242774 | 2005 XH110             | 1 de desembre de 2005  | Kitt Peak            | M. W. Buie           |
| 242775 | 2005 XO111             | 1 de desembre de 2005  | Kitt Peak            | M. W. Buie           |
| 242776 | 2005 YL20              | 24 de desembre de 2005 | Kitt Peak            | Spacewatch           |
| 242777 | 2005 YU38              | 22 de desembre de 2005 | Catalina             | CSS                  |
| 242778 | 2005 YK41              | 21 de desembre de 2005 | Catalina             | CSS                  |
| 242779 | 2005 YD48              | 22 de desembre de 2005 | Catalina             | CSS                  |
| 242780 | 2005 YB110             | 25 de desembre de 2005 | Kitt Peak            | Spacewatch           |
| 242781 | 2005 YN113             | 25 de desembre de 2005 | Kitt Peak            | Spacewatch           |
| 242782 | 2005 YZ119             | 27 de desembre de 2005 | Mount Lemmon         | Mt. Lemmon Survey    |
| 242783 | 2005 YO131             | 25 de desembre de 2005 | Mount Lemmon         | Mt. Lemmon Survey    |
| 242784 | 2005 YB134             | 26 de desembre de 2005 | Kitt Peak            | Spacewatch           |
| 242785 | 2005 YA163             | 27 de desembre de 2005 | Mount Lemmon         | Mt. Lemmon Survey    |
| 242786 | 2005 YT166             | 27 de desembre de 2005 | Kitt Peak            | Spacewatch           |
| 242787 | 2005 YZ188             | 28 de desembre de 2005 | Mount Lemmon         | Mt. Lemmon Survey    |
| 242788 | 2005 YA241             | 29 de desembre de 2005 | Kitt Peak            | Spacewatch           |
| 242789 | 2005 YH290             | 27 de desembre de 2005 | Mount Lemmon         | Mt. Lemmon Survey    |
| 242790 | 2006 AH37              | 4 de gener de 2006     | Kitt Peak            | Spacewatch           |
| 242791 | 2006 AZ41              | 5 de gener de 2006     | Kitt Peak            | Spacewatch           |
| 242792 | 2006 AM46              | 5 de gener de 2006     | Kitt Peak            | Spacewatch           |
| 242793 | 2006 AX57              | 8 de gener de 2006     | Mount Lemmon         | Mt. Lemmon Survey    |
| 242794 | 2006 AQ72              | 6 de gener de 2006     | Kitt Peak            | Spacewatch           |
| 242795 | 2006 AX79              | 11 de gener de 2006    | Kitt Peak            | Spacewatch           |
| 242796 | 2006 BO2               | 20 de gener de 2006    | Catalina             | CSS                  |
| 242797 | 2006 BJ9               | 20 de gener de 2006    | Catalina             | CSS                  |
| 242798 | 2006 BX12              | 21 de gener de 2006    | Mount Lemmon         | Mt. Lemmon Survey    |
| 242799 | 2006 BA20              | 22 de gener de 2006    | Anderson Mesa        | LONEOS               |
| 242800 | 2006 BP36              | 23 de gener de 2006    | Kitt Peak            | Spacewatch           |

## 242801-242900
| Nom                    | Designació provisional | Data de descobriment | Lloc de descobriment | Descobridor/s        |
| ---------------------- | ---------------------- | -------------------- | -------------------- | -------------------- |
| 242801                 | 2006 BB52              | 25 de gener de 2006  | Kitt Peak            | Spacewatch           |
| 242802                 | 2006 BY55              | 27 de gener de 2006  | 7300                 | W. K. Y. Yeung       |
| 242803                 | 2006 BO79              | 23 de gener de 2006  | Kitt Peak            | Spacewatch           |
| 242804                 | 2006 BU81              | 23 de gener de 2006  | Kitt Peak            | Spacewatch           |
| 242805                 | 2006 BP88              | 25 de gener de 2006  | Kitt Peak            | Spacewatch           |
| 242806                 | 2006 BD93              | 26 de gener de 2006  | Kitt Peak            | Spacewatch           |
| 242807                 | 2006 BQ93              | 26 de gener de 2006  | Kitt Peak            | Spacewatch           |
| 242808                 | 2006 BU119             | 26 de gener de 2006  | Kitt Peak            | Spacewatch           |
| 242809                 | 2006 BE121             | 26 de gener de 2006  | Kitt Peak            | Spacewatch           |
| 242810                 | 2006 BG129             | 26 de gener de 2006  | Mount Lemmon         | Mt. Lemmon Survey    |
| 242811                 | 2006 BU144             | 23 de gener de 2006  | Catalina             | CSS                  |
| 242812                 | 2006 BN149             | 23 de gener de 2006  | Kitt Peak            | Spacewatch           |
| 242813                 | 2006 BJ150             | 24 de gener de 2006  | Anderson Mesa        | LONEOS               |
| 242814                 | 2006 BL152             | 25 de gener de 2006  | Kitt Peak            | Spacewatch           |
| 242815                 | 2006 BZ156             | 25 de gener de 2006  | Kitt Peak            | Spacewatch           |
| 242816                 | 2006 BV165             | 26 de gener de 2006  | Mount Lemmon         | Mt. Lemmon Survey    |
| 242817                 | 2006 BZ166             | 26 de gener de 2006  | Mount Lemmon         | Mt. Lemmon Survey    |
| 242818                 | 2006 BE170             | 26 de gener de 2006  | Mount Lemmon         | Mt. Lemmon Survey    |
| 242819                 | 2006 BZ220             | 30 de gener de 2006  | Catalina             | CSS                  |
| 242820                 | 2006 BU254             | 31 de gener de 2006  | Kitt Peak            | Spacewatch           |
| 242821                 | 2006 BW254             | 31 de gener de 2006  | Kitt Peak            | Spacewatch           |
| 242822                 | 2006 BW259             | 31 de gener de 2006  | Mount Lemmon         | Mt. Lemmon Survey    |
| 242823                 | 2006 BW275             | 23 de gener de 2006  | Kitt Peak            | Spacewatch           |
| 242824                 | 2006 CB43              | 2 de febrer de 2006  | Kitt Peak            | Spacewatch           |
| 242825                 | 2006 CA57              | 4 de febrer de 2006  | Mount Lemmon         | Mt. Lemmon Survey    |
| 242826                 | 2006 CN57              | 4 de febrer de 2006  | Kitt Peak            | Spacewatch           |
| 242827                 | 2006 CS57              | 4 de febrer de 2006  | Mount Lemmon         | Mt. Lemmon Survey    |
| 242828                 | 2006 DC1               | 20 de febrer de 2006 | Mount Lemmon         | Mt. Lemmon Survey    |
| 242829                 | 2006 DS7               | 20 de febrer de 2006 | Kitt Peak            | Spacewatch           |
| 242830 Richardwessling | 2006 DK8               | 21 de febrer de 2006 | Charleston           | R. Holmes            |
| 242831                 | 2006 DW9               | 21 de febrer de 2006 | Kitt Peak            | Spacewatch           |
| 242832                 | 2006 DJ36              | 20 de febrer de 2006 | Mount Lemmon         | Mt. Lemmon Survey    |
| 242833                 | 2006 DW42              | 20 de febrer de 2006 | Kitt Peak            | Spacewatch           |
| 242834                 | 2006 DC51              | 23 de febrer de 2006 | Kitt Peak            | Spacewatch           |
| 242835                 | 2006 DJ66              | 22 de febrer de 2006 | Anderson Mesa        | LONEOS               |
| 242836                 | 2006 DT67              | 23 de febrer de 2006 | Anderson Mesa        | LONEOS               |
| 242837                 | 2006 DN71              | 21 de febrer de 2006 | Catalina             | CSS                  |
| 242838                 | 2006 DG82              | 24 de febrer de 2006 | Kitt Peak            | Spacewatch           |
| 242839                 | 2006 DD95              | 24 de febrer de 2006 | Kitt Peak            | Spacewatch           |
| 242840                 | 2006 DY106             | 25 de febrer de 2006 | Kitt Peak            | Spacewatch           |
| 242841                 | 2006 DO109             | 25 de febrer de 2006 | Kitt Peak            | Spacewatch           |
| 242842                 | 2006 DM120             | 21 de febrer de 2006 | Catalina             | CSS                  |
| 242843                 | 2006 DO205             | 25 de febrer de 2006 | Mount Lemmon         | Mt. Lemmon Survey    |
| 242844                 | 2006 EM                | 5 de març de 2006    | Mayhill              | A. Lowe              |
| 242845                 | 2006 EQ10              | 2 de març de 2006    | Kitt Peak            | Spacewatch           |
| 242846                 | 2006 EE39              | 4 de març de 2006    | Catalina             | CSS                  |
| 242847                 | 2006 EA40              | 4 de març de 2006    | Kitt Peak            | Spacewatch           |
| 242848                 | 2006 EC43              | 4 de març de 2006    | Catalina             | CSS                  |
| 242849                 | 2006 EX59              | 5 de març de 2006    | Kitt Peak            | Spacewatch           |
| 242850                 | 2006 FO5               | 23 de març de 2006   | Mount Lemmon         | Mt. Lemmon Survey    |
| 242851                 | 2006 FJ12              | 23 de març de 2006   | Kitt Peak            | Spacewatch           |
| 242852                 | 2006 FP18              | 23 de març de 2006   | Kitt Peak            | Spacewatch           |
| 242853                 | 2006 FK45              | 24 de març de 2006   | Anderson Mesa        | LONEOS               |
| 242854                 | 2006 FU49              | 26 de març de 2006   | Anderson Mesa        | LONEOS               |
| 242855                 | 2006 FW52              | 25 de març de 2006   | Mount Lemmon         | Mt. Lemmon Survey    |
| 242856                 | 2006 FE53              | 24 de març de 2006   | Mount Lemmon         | Mt. Lemmon Survey    |
| 242857                 | 2006 FK53              | 26 de març de 2006   | Kitt Peak            | Spacewatch           |
| 242858                 | 2006 GJ9               | 2 d'abril de 2006    | Kitt Peak            | Spacewatch           |
| 242859                 | 2006 GW16              | 2 d'abril de 2006    | Kitt Peak            | Spacewatch           |
| 242860                 | 2006 GW29              | 2 d'abril de 2006    | Kitt Peak            | Spacewatch           |
| 242861                 | 2006 GE30              | 2 d'abril de 2006    | Mount Lemmon         | Mt. Lemmon Survey    |
| 242862                 | 2006 GA31              | 2 d'abril de 2006    | Mount Lemmon         | Mt. Lemmon Survey    |
| 242863                 | 2006 GZ39              | 6 d'abril de 2006    | Socorro              | LINEAR               |
| 242864                 | 2006 GJ50              | 9 d'abril de 2006    | Anderson Mesa        | LONEOS               |
| 242865                 | 2006 HD4               | 19 d'abril de 2006   | Anderson Mesa        | LONEOS               |
| 242866                 | 2006 HN13              | 19 d'abril de 2006   | Anderson Mesa        | LONEOS               |
| 242867                 | 2006 HO15              | 20 d'abril de 2006   | Kitt Peak            | Spacewatch           |
| 242868                 | 2006 HF23              | 20 d'abril de 2006   | Kitt Peak            | Spacewatch           |
| 242869                 | 2006 HM45              | 25 d'abril de 2006   | Kitt Peak            | Spacewatch           |
| 242870                 | 2006 HP47              | 24 d'abril de 2006   | Kitt Peak            | Spacewatch           |
| 242871                 | 2006 HE49              | 25 d'abril de 2006   | Kitt Peak            | Spacewatch           |
| 242872                 | 2006 HD50              | 26 d'abril de 2006   | Kitt Peak            | Spacewatch           |
| 242873                 | 2006 HJ52              | 18 d'abril de 2006   | Anderson Mesa        | LONEOS               |
| 242874                 | 2006 HX52              | 19 d'abril de 2006   | Catalina             | CSS                  |
| 242875                 | 2006 HR54              | 21 d'abril de 2006   | Catalina             | CSS                  |
| 242876                 | 2006 HT83              | 26 d'abril de 2006   | Kitt Peak            | Spacewatch           |
| 242877                 | 2006 HY107             | 30 d'abril de 2006   | Kitt Peak            | Spacewatch           |
| 242878                 | 2006 HF108             | 30 d'abril de 2006   | Kitt Peak            | Spacewatch           |
| 242879                 | 2006 HP111             | 29 d'abril de 2006   | Siding Spring        | Siding Spring Survey |
| 242880                 | 2006 HC114             | 25 d'abril de 2006   | Kitt Peak            | Spacewatch           |
| 242881                 | 2006 HO120             | 30 d'abril de 2006   | Kitt Peak            | Spacewatch           |
| 242882                 | 2006 HT153             | 26 d'abril de 2006   | Mount Lemmon         | Mt. Lemmon Survey    |
| 242883                 | 2006 JH6               | 2 de maig de 2006    | Nyukasa              | Nyukasa              |
| 242884                 | 2006 JS7               | 1 de maig de 2006    | Kitt Peak            | Spacewatch           |
| 242885                 | 2006 JX11              | 1 de maig de 2006    | Kitt Peak            | Spacewatch           |
| 242886                 | 2006 JM13              | 1 de maig de 2006    | Kitt Peak            | Spacewatch           |
| 242887                 | 2006 JF35              | 4 de maig de 2006    | Kitt Peak            | Spacewatch           |
| 242888                 | 2006 JD41              | 7 de maig de 2006    | Mount Lemmon         | Mt. Lemmon Survey    |
| 242889                 | 2006 JP47              | 1 de maig de 2006    | Socorro              | LINEAR               |
| 242890                 | 2006 JR47              | 2 de maig de 2006    | Catalina             | CSS                  |
| 242891                 | 2006 JD57              | 14 de maig de 2006   | Palomar              | NEAT                 |
| 242892                 | 2006 KX2               | 18 de maig de 2006   | Palomar              | NEAT                 |
| 242893                 | 2006 KY16              | 19 de maig de 2006   | Anderson Mesa        | LONEOS               |
| 242894                 | 2006 KH38              | 19 de maig de 2006   | Catalina             | CSS                  |
| 242895                 | 2006 KM40              | 18 de maig de 2006   | Palomar              | NEAT                 |
| 242896                 | 2006 KB42              | 20 de maig de 2006   | Kitt Peak            | Spacewatch           |
| 242897                 | 2006 KH73              | 23 de maig de 2006   | Kitt Peak            | Spacewatch           |
| 242898                 | 2006 KS86              | 27 de maig de 2006   | Catalina             | CSS                  |
| 242899                 | 2006 KY107             | 31 de maig de 2006   | Mount Lemmon         | Mt. Lemmon Survey    |
| 242900                 | 2006 KM111             | 31 de maig de 2006   | Mount Lemmon         | Mt. Lemmon Survey    |

## 242901-243000
| Nom    | Designació provisional | Data de descobriment   | Lloc de descobriment | Descobridor/s        |
| ------ | ---------------------- | ---------------------- | -------------------- | -------------------- |
| 242901 | 2006 KC113             | 30 de maig de 2006     | Catalina             | CSS                  |
| 242902 | 2006 KQ114             | 26 de maig de 2006     | Catalina             | CSS                  |
| 242903 | 2006 KW114             | 30 de maig de 2006     | Socorro              | LINEAR               |
| 242904 | 2006 KX118             | 30 de maig de 2006     | Kitt Peak            | Spacewatch           |
| 242905 | 2006 KS122             | 30 de maig de 2006     | Siding Spring        | Siding Spring Survey |
| 242906 | 2006 KD144             | 23 de maig de 2006     | Kitt Peak            | Spacewatch           |
| 242907 | 2006 LU                | 1 de juny de 2006      | Catalina             | CSS                  |
| 242908 | 2006 LB4               | 5 de juny de 2006      | Socorro              | LINEAR               |
| 242909 | 2006 LR4               | 3 de juny de 2006      | Siding Spring        | Siding Spring Survey |
| 242910 | 2006 MT2               | 16 de juny de 2006     | Kitt Peak            | Spacewatch           |
| 242911 | 2006 MO8               | 19 de juny de 2006     | Catalina             | CSS                  |
| 242912 | 2006 MM11              | 21 de juny de 2006     | Kitt Peak            | Spacewatch           |
| 242913 | 2006 MS13              | 27 de juny de 2006     | Hibiscus             | S. F. Hoenig         |
| 242914 | 2006 MU14              | 21 de juny de 2006     | Palomar              | NEAT                 |
| 242915 | 2006 NC1               | 9 de juliol de 2006    | Vail-Jarnac          | Jarnac               |
| 242916 | 2006 OS2               | 19 de juliol de 2006   | Lulin                | LUSS                 |
| 242917 | 2006 OZ2               | 19 de juliol de 2006   | Lulin                | LUSS                 |
| 242918 | 2006 OM3               | 19 de juliol de 2006   | Palomar              | NEAT                 |
| 242919 | 2006 OA7               | 24 de juliol de 2006   | Eskridge             | Eskridge             |
| 242920 | 2006 OB17              | 21 de juliol de 2006   | Mount Lemmon         | Mt. Lemmon Survey    |
| 242921 | 2006 OR19              | 20 de juliol de 2006   | Siding Spring        | Siding Spring Survey |
| 242922 | 2006 PZ1               | 12 d'agost de 2006     | Palomar              | NEAT                 |
| 242923 | 2006 PP2               | 12 d'agost de 2006     | Palomar              | NEAT                 |
| 242924 | 2006 PK22              | 15 d'agost de 2006     | Lulin                | C.-S. Lin, Q.-z. Ye  |
| 242925 | 2006 QM15              | 17 d'agost de 2006     | Palomar              | NEAT                 |
| 242926 | 2006 QA21              | 19 d'agost de 2006     | Palomar              | NEAT                 |
| 242927 | 2006 QK28              | 20 d'agost de 2006     | Siding Spring        | Siding Spring Survey |
| 242928 | 2006 QT42              | 17 d'agost de 2006     | Palomar              | NEAT                 |
| 242929 | 2006 QP44              | 19 d'agost de 2006     | Anderson Mesa        | LONEOS               |
| 242930 | 2006 QF46              | 20 d'agost de 2006     | Palomar              | NEAT                 |
| 242931 | 2006 QM46              | 20 d'agost de 2006     | Palomar              | NEAT                 |
| 242932 | 2006 QH53              | 23 d'agost de 2006     | Crni Vrh             | Crni Vrh             |
| 242933 | 2006 QJ53              | 24 d'agost de 2006     | Socorro              | LINEAR               |
| 242934 | 2006 QB59              | 19 d'agost de 2006     | Anderson Mesa        | LONEOS               |
| 242935 | 2006 QE61              | 21 d'agost de 2006     | Palomar              | NEAT                 |
| 242936 | 2006 QJ66              | 21 d'agost de 2006     | Palomar              | NEAT                 |
| 242937 | 2006 QT70              | 21 d'agost de 2006     | Kitt Peak            | Spacewatch           |
| 242938 | 2006 QR108             | 28 d'agost de 2006     | Catalina             | CSS                  |
| 242939 | 2006 QN120             | 29 d'agost de 2006     | Catalina             | CSS                  |
| 242940 | 2006 QT165             | 29 d'agost de 2006     | Catalina             | CSS                  |
| 242941 | 2006 QE168             | 30 d'agost de 2006     | Anderson Mesa        | LONEOS               |
| 242942 | 2006 QY183             | 17 d'agost de 2006     | Palomar              | NEAT                 |
| 242943 | 2006 RX14              | 14 de setembre de 2006 | Kitt Peak            | Spacewatch           |
| 242944 | 2006 RP32              | 15 de setembre de 2006 | Kitt Peak            | Spacewatch           |
| 242945 | 2006 RB36              | 14 de setembre de 2006 | Palomar              | NEAT                 |
| 242946 | 2006 RY38              | 14 de setembre de 2006 | Catalina             | CSS                  |
| 242947 | 2006 RE44              | 14 de setembre de 2006 | Kitt Peak            | Spacewatch           |
| 242948 | 2006 RJ46              | 14 de setembre de 2006 | Kitt Peak            | Spacewatch           |
| 242949 | 2006 RE59              | 15 de setembre de 2006 | Kitt Peak            | Spacewatch           |
| 242950 | 2006 RB69              | 15 de setembre de 2006 | Kitt Peak            | Spacewatch           |
| 242951 | 2006 RX90              | 15 de setembre de 2006 | Kitt Peak            | Spacewatch           |
| 242952 | 2006 RE121             | 6 de setembre de 2006  | Palomar              | NEAT                 |
| 242953 | 2006 SG5               | 16 de setembre de 2006 | Palomar              | NEAT                 |
| 242954 | 2006 ST11              | 16 de setembre de 2006 | Catalina             | CSS                  |
| 242955 | 2006 SX14              | 17 de setembre de 2006 | Catalina             | CSS                  |
| 242956 | 2006 SE23              | 17 de setembre de 2006 | Anderson Mesa        | LONEOS               |
| 242957 | 2006 SJ27              | 16 de setembre de 2006 | Catalina             | CSS                  |
| 242958 | 2006 SJ29              | 17 de setembre de 2006 | Kitt Peak            | Spacewatch           |
| 242959 | 2006 SF32              | 17 de setembre de 2006 | Kitt Peak            | Spacewatch           |
| 242960 | 2006 SN41              | 18 de setembre de 2006 | Kitt Peak            | Spacewatch           |
| 242961 | 2006 SA43              | 18 de setembre de 2006 | Catalina             | CSS                  |
| 242962 | 2006 SP49              | 19 de setembre de 2006 | Calvin-Rehoboth      | Calvin College       |
| 242963 | 2006 SS50              | 16 de setembre de 2006 | Catalina             | CSS                  |
| 242964 | 2006 SZ66              | 19 de setembre de 2006 | Kitt Peak            | Spacewatch           |
| 242965 | 2006 SW67              | 19 de setembre de 2006 | Kitt Peak            | Spacewatch           |
| 242966 | 2006 SW79              | 17 de setembre de 2006 | Catalina             | CSS                  |
| 242967 | 2006 ST83              | 18 de setembre de 2006 | Kitt Peak            | Spacewatch           |
| 242968 | 2006 SA105             | 19 de setembre de 2006 | Catalina             | CSS                  |
| 242969 | 2006 SW111             | 22 de setembre de 2006 | Catalina             | CSS                  |
| 242970 | 2006 SR112             | 23 de setembre de 2006 | Kitt Peak            | Spacewatch           |
| 242971 | 2006 SC116             | 24 de setembre de 2006 | Anderson Mesa        | LONEOS               |
| 242972 | 2006 SN120             | 18 de setembre de 2006 | Catalina             | CSS                  |
| 242973 | 2006 SU120             | 18 de setembre de 2006 | Catalina             | CSS                  |
| 242974 | 2006 SP123             | 19 de setembre de 2006 | Catalina             | CSS                  |
| 242975 | 2006 SG126             | 21 de setembre de 2006 | Uccle                | T. Pauwels           |
| 242976 | 2006 SJ137             | 20 de setembre de 2006 | Catalina             | CSS                  |
| 242977 | 2006 SR169             | 25 de setembre de 2006 | Kitt Peak            | Spacewatch           |
| 242978 | 2006 SF178             | 25 de setembre de 2006 | Mount Lemmon         | Mt. Lemmon Survey    |
| 242979 | 2006 SV188             | 26 de setembre de 2006 | Catalina             | CSS                  |
| 242980 | 2006 ST212             | 26 de setembre de 2006 | Catalina             | CSS                  |
| 242981 | 2006 SZ231             | 26 de setembre de 2006 | Kitt Peak            | Spacewatch           |
| 242982 | 2006 SZ240             | 26 de setembre de 2006 | Kitt Peak            | Spacewatch           |
| 242983 | 2006 SW267             | 26 de setembre de 2006 | Kitt Peak            | Spacewatch           |
| 242984 | 2006 SZ274             | 27 de setembre de 2006 | Kitt Peak            | Spacewatch           |
| 242985 | 2006 SK278             | 28 de setembre de 2006 | Mount Lemmon         | Mt. Lemmon Survey    |
| 242986 | 2006 SW322             | 27 de setembre de 2006 | Kitt Peak            | Spacewatch           |
| 242987 | 2006 SL328             | 27 de setembre de 2006 | Kitt Peak            | Spacewatch           |
| 242988 | 2006 SM360             | 30 de setembre de 2006 | Mount Lemmon         | Mt. Lemmon Survey    |
| 242989 | 2006 SW366             | 17 de setembre de 2006 | Catalina             | CSS                  |
| 242990 | 2006 SB367             | 24 de setembre de 2006 | Anderson Mesa        | LONEOS               |
| 242991 | 2006 SJ391             | 18 de setembre de 2006 | Anderson Mesa        | LONEOS               |
| 242992 | 2006 SK392             | 25 de setembre de 2006 | Catalina             | CSS                  |
| 242993 | 2006 ST399             | 18 de setembre de 2006 | Catalina             | CSS                  |
| 242994 | 2006 SX412             | 17 de setembre de 2006 | Catalina             | CSS                  |
| 242995 | 2006 TS8               | 11 d'octubre de 2006   | Kitt Peak            | Spacewatch           |
| 242996 | 2006 TE9               | 11 d'octubre de 2006   | Kitt Peak            | Spacewatch           |
| 242997 | 2006 TL29              | 12 d'octubre de 2006   | Kitt Peak            | Spacewatch           |
| 242998 | 2006 TB34              | 12 d'octubre de 2006   | Palomar              | NEAT                 |
| 242999 | 2006 TN96              | 12 d'octubre de 2006   | Palomar              | NEAT                 |
| 243000 | 2006 TB112             | 1 d'octubre de 2006    | Apache Point         | A. C. Becker         |